# Reino de Nicoya
El Reino de Nicoya (del náhuatl: Nekok Yaotl), también llamado Cacicazgo o Señorío de Nicoya, fue una nación amerindia que ocupó gran parte del territorio de la actual provincia de Guanacaste, en el Pacífico Norte de Costa Rica. Su centro político, económico y religioso fue la ciudad de Nicoya, ubicada en la península homónima, de la cual dependían varias provincias ubicadas a los márgenes del golfo de Nicoya, así como numerosos pueblos tributarios. En el siglo XVI, previo a la llegada de los europeos, era el cacicazgo más importante del Pacífico norte de la actual Costa Rica.
La región de Nicoya se constituyó en la frontera sur de Mesoamérica, cuando fue ocupada en el año 800 d. C. por grupos inmigrantes que procedían del norte, del Valle de México, y que huían de la dominación de los olmecas. Estos grupos, conocidos como chorotegas, se instalaron en el istmo de Rivas, en Nicaragua, y gran parte del territorio de Guanacaste, en especial la península de Nicoya, desplazando a grupos previos de cultura del Área Intermedia. Las sucesivas llegadas de los nicaraos al istmo de Rivas produjeron, a su vez, que los chorotegas se desplazaran y ocuparan la mayoría de las islas y la banda oriental del golfo de Nicoya, lo que hizo que entraran en contacto y tuviesen relaciones culturales con los grupos indígenas de la zona central y sur de Costa Rica, permitiendo un mayor vínculo de la región con Mesoamérica, pero sin eliminar las bases locales.
En términos arqueológicos, el territorio de Guanacaste forma parte de la región arqueológica de la Gran Nicoya, la cual se extiende desde el golfo de Fonseca en Honduras, recorriendo todo el Pacífico de Nicaragua, hasta el Pacífico norte de Costa Rica. La Gran Nicoya ha sido dividida, para su estudio, en dos subregiones: la subregión norte o nicaragüense (Pacífico de Nicaragua) y la subregión sur o Guanacaste (Península de Nicoya, la cuenca del río Tempisque, el piedemonte y las tierras altas de las cordilleras de Guanacaste y Tilarán en Costa Rica). En esta última subregión es donde se ubicó el Reino de Nicoya.
En la Gran Nicoya existió un centro cultural constituido que floreció durante aproximadamente 2000 años. Las investigaciones arqueológicas demuestran que la sociedad nicoyana logró alcanzar una compleja organización social y un elevado grado de desarrollo cultural. A la llegada de los españoles a Nicoya en el siglo XVI, encontraron ciudades y gobiernos complejos, agricultura especializada que incluía la irrigación, artes y artesanías, destacándose la tríada de la cerámica policromada (cuya tradición ha sido heredada por artesanos guanacastecos hasta nuestros días), la elaboración de joyería de jade y la manufactura de metates de piedra, con diversos estilos regionales. Por 1200 años, la tradición cultural nicoyana en Guanacaste se estableció claramente como una entidad distintiva.

## Toponimia

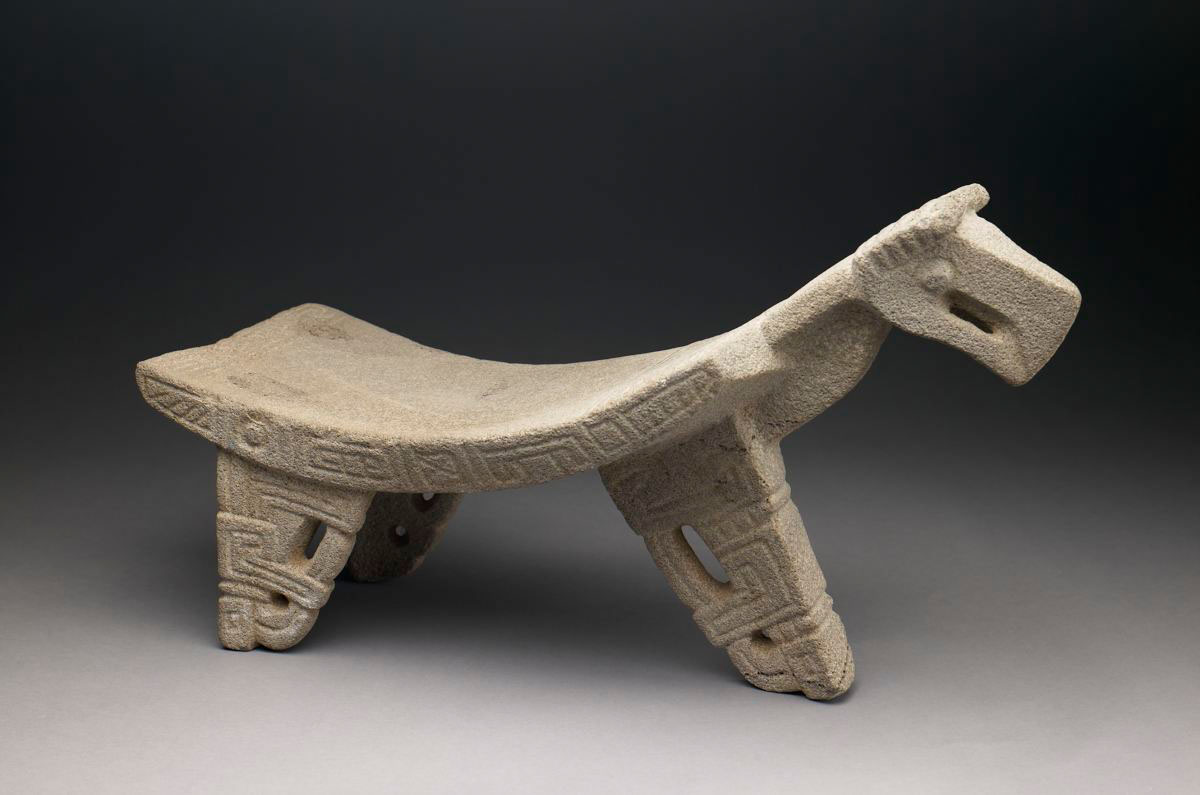
Metate ceremonial nicoyano.

Nicoya era el nombre del monarca que gobernaba esta nación al momento del contacto con los europeos. Como ocurrió con la mayoría de los cacicazgos en suelo costarricense, los españoles dieron al territorio el nombre de su gobernante. A este rey se le ha denominado como Nicoa, Nicoya, Nicoián o Nicoyán, de todos modos, la palabra parece ser una españolización de un nombre indígena.
Se han dado varias teorías acerca del significado de la palabra Nicoya. Uno de los significados es que Nicoya proviene de la palabra náhuatl Nekokiaw, de nekok, «a ambos lados», y iaw, «su agua», denotando la condición peninsular de la región («país con agua a ambos lados»). Otra teoría dice que Nicoya era en realidad el nombre con que se denominaba a los reyes nicoyanos, y que proviene del náhuatl Nekok Yaotl, «con enemigos a ambos lados», puesto que los chorotegas tenían constantes conflictos bélicos con sus vecinos norteños, los nicaraos, con los huetares ubicados al este, y con los aborígenes de la isla de Chira, que les disputaban el control de la península y el golfo.
Nekok Yaotl es también una advocación del dios mesoamericano Tezcatlipoca, quien en la cosmogonía mesoamericana era, entre otras características, dueño de las batallas, y a quien los chorotegas y todos los pueblos nahuas veneraban. Una de las formas de representar a Tezcatlipoca era el jaguar u hombre-jaguar (Tepeyollotl), tema frecuente en el arte nicoyano.

## Historia

### Poblamiento del territorio

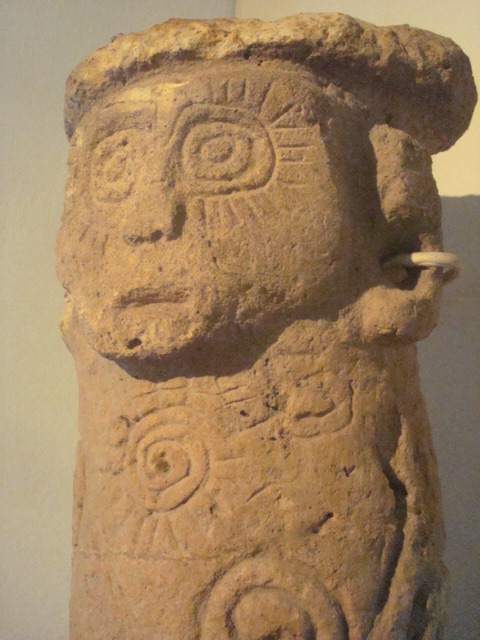
Pilar antropomorfo con petroglifos, hecho de ignimbrita, de la cultura Corobicí, encontrado en la zona de Cañas-Liberia, provincia de Guanacaste, Costa Rica. Se utilizaron para marcar cementerios o como ofrendas dentro de las tumbas. 300-800 d. C.

Los indicios más antiguos de poblamiento del territorio por grupos de cazadores-recolectores datan de entre 8000 a 5000 a. C., principalmente en las inmediaciones del lago Arenal y las faldas de los volcanes Rincón de la Vieja, Arenal y, especialmente, del volcán Miravalles, donde se han encontrado gran cantidad de petroglifos. Los primeros indicios de agricultura aparecen entre 2000 a 300 a. C. en las tierras altas de Tilarán, cerca del lago Arenal, y las tierras bajas entre Cañas y Liberia, especialmente fértiles por los depósitos de ceniza de las erupciones volcánicas. De este periodo provienen los objetos de cerámica más antiguos (tecomates y vasijas) de la provincia de Guanacaste.
Las primeras sociedades cacicales aparecen entre 500 a. C. y 300 a. C. en los alrededores del cauce del río Tempisque, así como en zonas costeras como Bahía Culebra. Existen hallazgos arqueológicos que confirman la utilización de los cerros y partes altas para rituales funerarios, así como también el litoral costero. Ya para este periodo se pueden hallar artefactos hechos de jade, piedra preciosa no hallada de forma natural en la región, lo que implica que tuvo que existir algún tipo de intercambio comercial para su obtención, especialmente con los mayas. Las sociedades de este periodo también muestran destreza en la manufactura de cerámica bicroma y metates trípodes, con decoraciones especialmente de animales. Los poblados, que anteriormente se caracterizaban por casas dispersas cercanas a los campos de cultivo, empiezan a concentrarse en aldeas de mayor tamaño, con diferentes obras de infraestructura, tales como basamentos, calzadas y montículos funerarios, que indican la capacidad de los dirigentes para movilizar la población en la realización de dichas obras.
A partir del año 300, empiezan a formarse grandes poblados en la península de Nicoya, ocupando diversas zonas del territorio, como la costa, los valles internos y el mismo interior de la península. Es durante esta fase que más posiblemente se halla poblado la aldea que después sería la ciudad prehispánica de Nicoya. En la zona de Cañas y Liberia, el crecimiento de las aldeas habría estado limitado por la calidad de los suelos de cultivo y la disponibilidad de agua. La sobreexplotación de los suelos y las condiciones climáticas adversas, como sequías, redundaron en el abandono de estas áreas. Por esta causa, las principales poblaciones se habrían desplazado a orillas del río Tempisque, Bahía Culebra, Bolívar, Tilarán y varios sitios de Bagaces y alrededor del río Cañas, hasta las faldas del volcán Orosí. En la zona de Bahía Culebra, habría destacado la aldea de Nacascolo, donde se han encontrado, entre otros hallazgos, figuras de piedra con formas de llama, lo que indica contacto cultural del Área Cultural Andina sobre el territorio.
Los pueblos más antiguos que habitaron la región de Guanacaste eran grupos de lenguas chibchas, los cuales compartían aspectos culturales similares con otros pueblos que habitaron los actuales territorios de Nicaragua, región central de Costa Rica, Panamá y norte de Colombia, espacio cultural que se ha denominado región istmo-colombiana o Área Intermedia.
A partir de 800 d. C., el inicio de la decoración policroma de la cerámica y la presencia de elementos iconográficos mesoamericanos indica un estrecho contacto con las culturas de Mesoamérica, sobre todo con los mayas. La cerámica nicoyana se vuelve un preciado bien de valor comercial que es intercambiado por jade y obsidiana proveniente de las ciudades mayas asentadas en Honduras y Guatemala. Los jades mayas, decorados con glifos y dibujos, fueron retrabajados por los artistas nicoyanos, jugando esta piedra un papel importante como símbolo de rango, hasta que a finales del periodo, hacia 800, su uso se vería traslapado por el uso del oro. El cambio del estilo bicromo a policromo en la manufacturación de la cerámica se vio relacionado con la llegada de grupos de inmigrantes provenientes de México, probablemente de cultura teotihuacana e que intercambiaron ideas con los mayas.

### Migraciones mesoamericanas

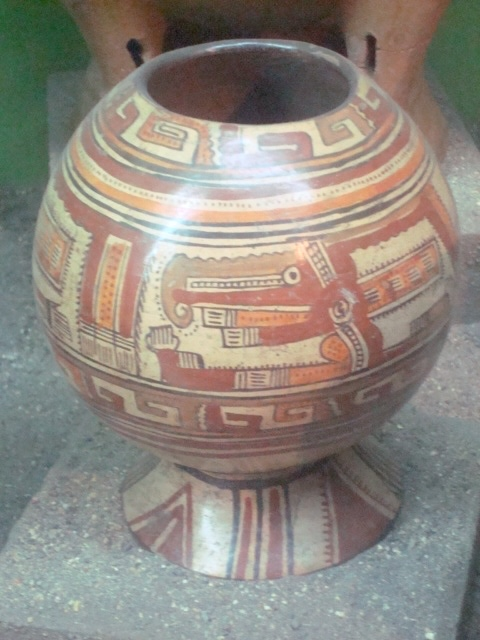
Vasija globular nicoyana con motivos mesoamericanos. Museo Nacional de Costa Rica.

Antes de la llegada de los chorotegas a la península de Nicoya, el territorio se hallaba ocupado por pueblos de lenguas chibchas. Hacia 800 d. C., una etnia de lengua mangue abandonó la región de Soconusco, en la costa de Chiapas (México), migró hacia el sur, asentándose un grupo en Nequepio (El Salvador), la costa del golfo de Fonseca (Honduras), y otro grupo, siguiendo aún más hacia el sur, se asentó en la costa pacífica de Nicaragua, ocupando el istmo de Rivas entre el Pacífico y el lago de Nicaragua, y de allí, desplazándose por las llanuras del Pacífico noroeste de la actual provincia de Guanacaste (Costa Rica) hasta el golfo de Nicoya. Este grupo norteño venía huyendo de la conquista de Cholula (de allí el nombre cholultecas o churutecas) por pueblos nahuas, y por eso, se les ha llamado históricamente chorotegas (del náhuatl, choloa, «huir», y ochololti, «que emprendió la fuga»).
A la llegada de los chorotegas, los asentamientos nicoyanos de cultura del Área Intermedia (corobicíes y otros) eran numerosos, y ocurrió un efecto de desplazamiento de estos pueblos hacia la costa en algunos casos (Diriá, Zapandí) y en otros, como en el caso de los corobicíes, cruzaron la cordillera de Guanacaste hacia las llanuras del norte de Costa Rica, donde su contacto con grupos de lengua rama dio origen a los maléku.

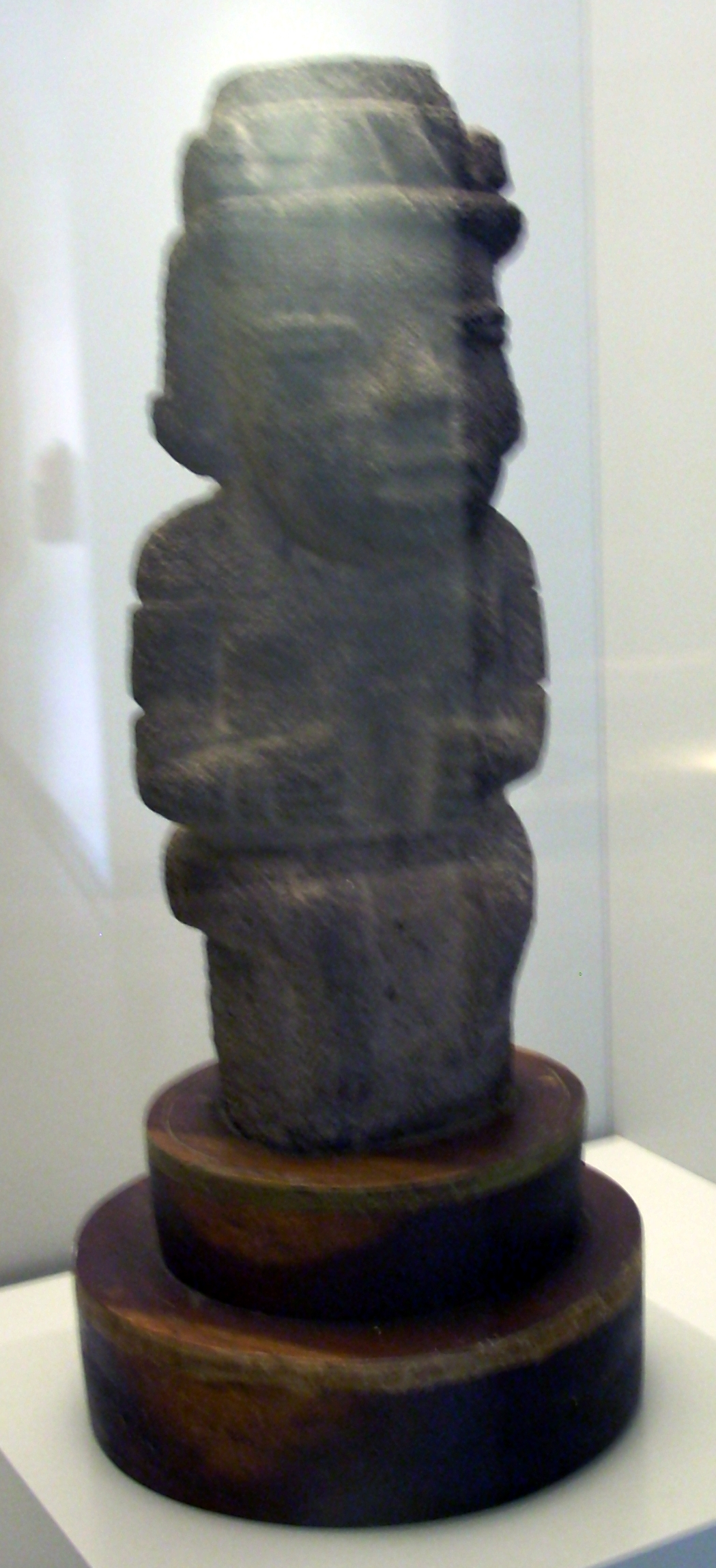
Escultura de andesita de la cultura nicoya de Costa Rica. 500-1200 d. C. Museo de América, Madrid.

Los chorotegas, a su vez, fueron seguidos por grupos nahua-pipil-nicarao también provenientes de Soconusco y Cholula, pero que se vieron fuertemente influenciados, a lo largo de sus migraciones, por las culturas de El Tajín y Teotihuacán. Hacia 400-500 de nuestra era, hubo una migración de un grupo nahua pipil teotihuacano hacia parte de la costa del golfo de México, hacia la zona de El Tajín y el cerro de las Mesas, donde se han encontrado celtas de jade nicoyanas. Tras el despoblamiento de la gran urbe de Teotihuacán en 650, varios de estos grupos ocuparon algunas regiones de Centroamérica, ocurriendo una segunda ola migratoria de grupos teotihuacanos que partió entre 700 y 900 de nuestra era para establecerse, entre otros sitios, en Guatemala y El Salvador. Se dio una tercera migración hacia 1000 a 1100, de otro grupo nahua-pipil-nicarao que huía del dominio olmeca y de una gran sequía de cuatro años que asoló su hogar original.
Todos estos grupos, más agresivos en lo bélico y religioso, paulatinamente fueron ocupando la costa pacífica de Nicaragua hasta llegar al istmo de Rivas, donde desplazaron a los chorotegas hacia el sur y el este, asentándose cada vez más en la península de Nicoya y en la banda costera oriental del golfo de Nicoya (Orotina y Chomes), dando lugar a los cacicazgos de Orotiña, Chomi y Chorotega Vieja que encontraron los españoles en 1519. Vale decir que este desplazamiento de los chorotegas hacia el interior de lo que sería Costa Rica hizo que entraran directamente en conflicto con grupos de cultura del Área Intermedia que ocupaban el Valle Central y el Pacífico Central del país, los huetares, de allí que una de las explicaciones para el origen del nombre Nicoya está en la españolización de la palabra náhuatl Necoc Yaótl, «con enemigos a ambos lados» (nicaraos y huetares), la cual se utilizó para nombrar al rey más importante de los chorotegas y que es, a su vez, una advocación del dios mesoamericano Tezcatlipoca.

### Periodo de esplendor
Los chorotegas comenzaron a arribar a Centroamérica a partir del siglo IX, hacia 1000 a 1100 de nuestra era, en grandes oleadas migratorias, provenientes del Valle de México, asentándose en diversas regiones de la vertiente pacífica de los actuales países de El Salvador, Nicaragua y Costa Rica. Hablaban lenguas del tronco lingüístico oto-mangue y se encontraban emparentados con grupos étnicos náhuatl-pipil-nicarao. Su llegada a la península de Nicoya data, al menos, de 800 a 1200 de nuestra era, según consta en hallazgos de objetos de cerámica Tohil Plomiza, provenientes de las tierras altas de Guatemala, en la región arqueológica conocida como Gran Nicoya (Pacífico de Nicaragua y Pacífico norte de Costa Rica), lo que indica contactos entre pueblos de Guatemala y Costa Rica. A su vez, la migración y llegada de los chorotegas a la península de Nicoya motivó el desplazamiento de pueblos pertenecientes al área cultural centroamericano-colombiana o Área Intermedia, como los corobicíes, que ocupaban previamente ese territorio.
A partir de 800 y hasta 1200, se dio el periodo de mayor esplendor de las civilizaciones asentadas en Nicoya. La llegada de los chorotegas hizo más intensa la influencia mesoamericana en la región. Las poblaciones crecieron en número y se volvieron más complejas, acentuándose las diferencias regionales. Surgieron pueblos con edificios ceremoniales hechos de paja y madera, construidos alrededor de una plaza. Las aldeas llegaron a extenderse hasta 10 ha, en especial a lo largo de los ríos principales, como el río Tempisque, y en los valles costeros. La ciudad de Nicoya adquirió importancia sobre el resto de las aldeas al convertirse en el centro más poblado y se constituyó en la capital de la región. Algunas aldeas, como Nacascolo y Papagayo, adquirieron importancia en la fabricación de cerámica y en la extracción de sal, que fue utilizada como bien comercial.
Los chorotegas introdujeron cambios principalmente en la ideología religiosa y el arte, sobre todo en la cerámica, donde empezaron a aparecer los motivos y deidades mesoamericanas como Tezcatlipoca, Quetzacóatl y Xipe Totec, además de que difundieron la idea de los templos circulares. La sociedad nicoyana se volvió más jerarquizada y se acentuaron las diferencias sociales. Los pueblos eran regidos por un rey y un grupo de principales (galpones) y se fortaleció la clase sacerdotal. Se introdujo el sacrificio humano y la antropofagia ritual, en consonancia con la cosmovisión mesoamericana. Se mostró un desarrollo importante de la industria textil, cuyas telas se teñían utilizando conchas de caracol. Se intensificaron las relaciones comerciales con las poblaciones de El Salvador, Honduras, Guatemala y México, convirtiéndose la cerámica nicoyana, por su calidad y acabado, en un estimado producto de intercambio. El uso del metate trípode ceremonial adquirió importancia.

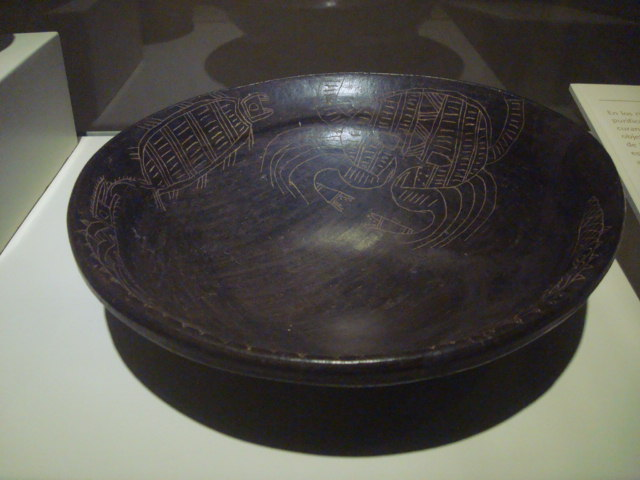
Cerámica negra de la isla de Chira, Puntarenas, con grabado de un cangrejo. Museo del Oro Precolombino.

En general, la sociedad nicoyana presentó un mayor grado de evolución y de progreso cultural y social, lo que es posible comprobar por la existencia y distribución de objetos de lujo para uso de quienes ejercen el poder social y económico, así como la especialización de los artesanos, lo cual se refleja en la buena calidad y belleza de los objetos manufacturados en oro, jade y piedra. 
Algunos aspectos, sin embargo, subsistieron sin grandes cambios, como la forma de las estatuas y las viviendas. Destacan los metates con efigies zoomorfas vaciadas y los ofrendarios con cabezas de lagarto, que se ha interpretado representan a los volcanes humeantes.
Después de 1350, se presentó una disminución del número y tamaño de los asentamientos y una concentración de estos en las costas. Aparecieron nuevos estilos de cerámica, como la llamada cerámica negra de la isla de Chira.
Hacia la época previa al contacto con los españoles, se tienen registros de la interacción de los nicoyas con los mexicas, pues en 1498, el huey tlatoani Ahuízotl envió emisarios (náhuatl, «calpixques») a Nicoya para recoger tributos, por la escasez de granos tras la pérdida de las milpas luego de una inundación en México-Tenochtitlan.

### Conquista de Nicoya por los españoles

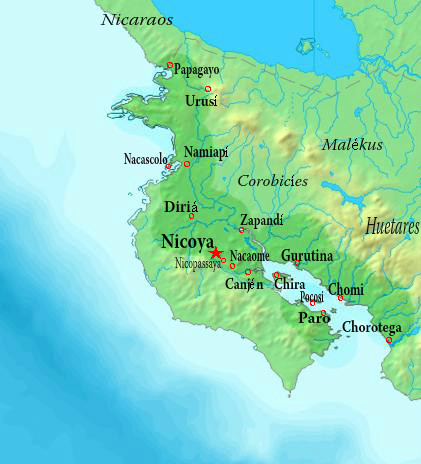
Ciudades y poblados del reino de Nicoya según la expedición de Gil González Dávila en 1522.

El primer reconocimiento de las costas del Pacífico costarricense por los españoles se realizó en 1519, luego de la fundación de la ciudad de Panamá por Pedro Arias Dávila. Se trató de una expedición de reconocimiento al mando de Gaspar de Espinosa y pilotada por Juan de Castañeda, que recorrió el litoral desde la punta Burica hasta dar con el golfo de Nicoya. Tres años más tarde, en 1522, Gil González Dávila dirigió la primera expedición española que recorrió el litoral pacífico costarricense. Integrada por más de cien hombres, esta expedición tuvo su primer encuentro con las sociedades nicoyanas al desembarcar en la península de Nicoya. Los españoles recorrieron varias poblaciones asentadas en la cuenca del río Tempisque, y tras adentrarse en el territorio, llegaron a la ciudad de Nicoya, donde permanecieron diez días luego de constatar el poder y la autoridad del rey Nicoa o Nicoya sobre otras poblaciones circundantes. Durante este contacto, los españoles recibieron tributos en oro por parte de los nicoyas, que permitieron, además, el bautizo de varias personas. El Tesorero de la entrada, Andrés de Cereceda, dio la cifra de 6063 personas bajo la autoridad de Nicoya, más de cinco veces mayor que la segunda población más grande encontrada por los españoles sobre la costa Pacífica en la década de 1529.

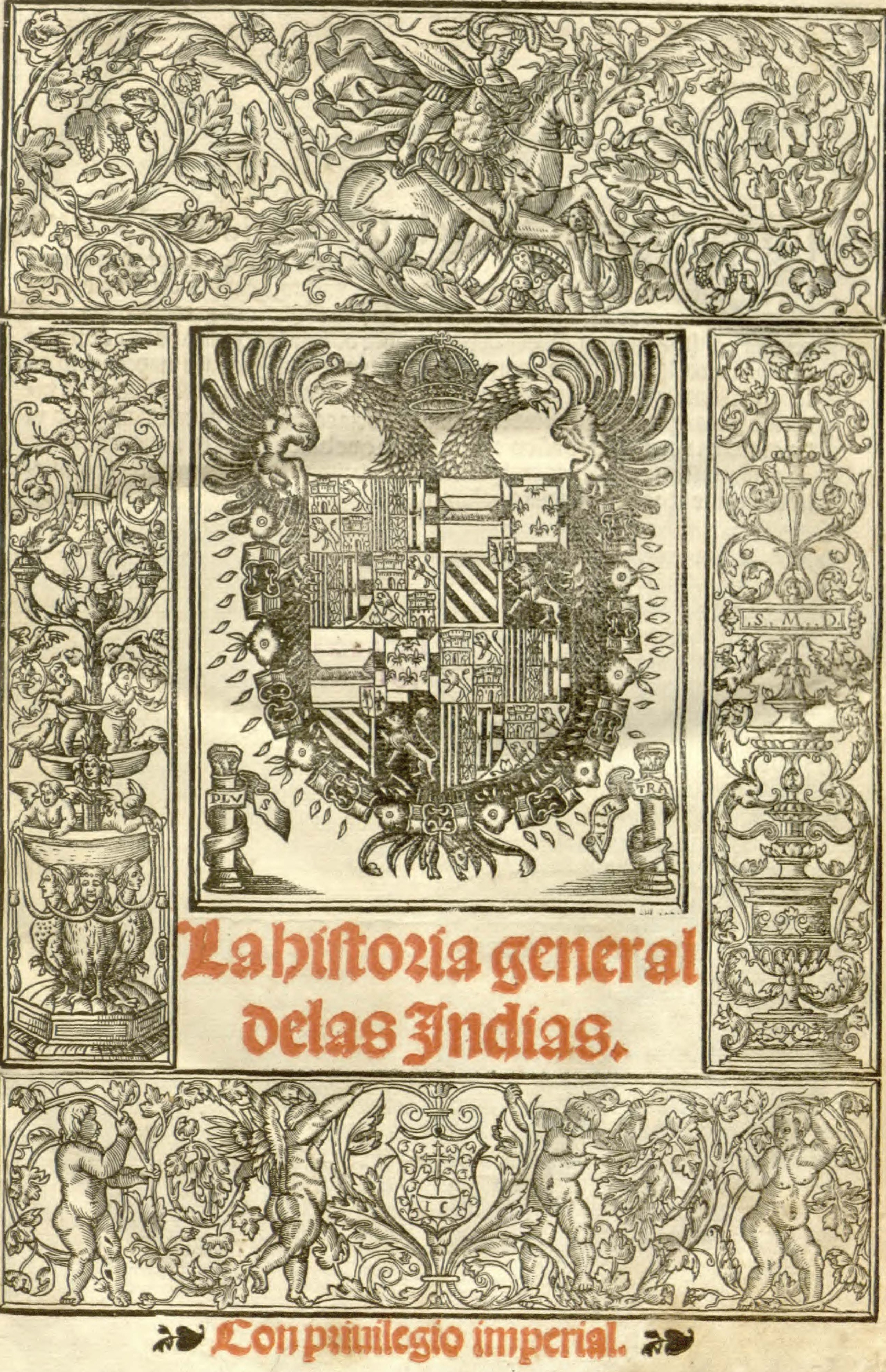
El capitán español Gonzalo Fernández de Oviedo recorrió el reino de Nicoya en 1523, registrando gran parte de la cultura y costumbres nicoyanas en su Historia General de las Indias.

Acerca de la aceptación del sometimiento de los nicoyas a los españoles, Gonzalo Fernández de Oviedo y Valdés, quien recorrió el reino en 1523, menciona que los chorotegas y nicaraos eran enemigos. Se ha propuesto que, debido a su conflicto con sus enemigos nicaraos y huetares, los nicoyas decidieron someterse pues supusieron que esta alianza les sería de alguna forma ventajosa frente a estos. Luego de la visita a Nicoya, la expedición de González Dávila continuó hacia el norte, hacia las tierras del rey Nicarao.
Dos años más tarde, el 15 de octubre de 1523, una tercera expedición comandada por Francisco Hernández de Córdoba salió de Panamá directamente hacia Nicoya, con la intención de internarse en el territorio del Pacífico de Nicaragua, donde la población autóctona era más numerosa que la encontrada en el Pacífico de Costa Rica. Hernández de Córdoba fundó en 1524 Villa de Bruselas, la primera población española fundada en Costa Rica, cercana a la actual ciudad de Puntarenas. Villa Bruselas fue fundamental para el proceso de conquista de Nicoya, y esta ciudad, a su vez, lo fue para la conquista de Nicaragua.
Después de 1524, Nicoya se convirtió en una entidad política, administrativa y jurídica supeditada a la Villa de Bruselas. La península de Nicoya, las islas del Golfo y la banda costera del Golfo se configuraron en un espacio socioeconómico. La ciudad de Nicoya fue refundada por los españoles más al norte de su sitio original, y allí se establecieron las autoridades hispanas, mientras que el cabildo indígena fue ubicado en Nicopassaya (actual distrito de Mansión), donde se estableció la corte nicoyana. En 1526, Pedrarias Dávila, gobernador de Castilla del Oro, desembarcó y tomó posesión de la isla de Chira, y posteriormente, continuó hacia Nicoya y luego hacia Granada. Entre 1524 y 1540, los nicoyanos y los indígenas de isla de Chira fueron entregados en encomiendas, primeramente entre los pobladores de Villa de Bruselas (1524-1527), y luego del despoblamiento de esta ciudad en 1527, entre los españoles de Granada y León de Nicaragua. Muchos de ellos fueron trasladados a Panamá y Perú como esclavos y cargadores. Se ha calculado que en Nicoya ocurrió un descenso demográfico de un 82.15% de la población, aunque no ha podido determinarse qué porcentaje corresponde al despoblamiento, cuál a la muerte por sobreexplotación y cuál a las epidemias, aunque se conoce de una epidemia de neumonía (1529-1531) y otra de sarampión (1532-1534), y se menciona que cerca de 200 000 indígenas de Nicaragua y Nicoya fueron esclavizados. Tras el despoblamiento por orden de Pedrarias Dávila de la villa de Bruselas en 1527, Nicoya pasó a depender de la Provincia de Nicaragua hasta 1554, año en que se creó el Corregimiento de la provincia de Nicoya, puertos de Chira y Paro. Con la consolidación de la colonia española en Nicoya, esta ciudad se convirtió en la ruta común de entrada de los conquistadores españoles que, posteriormente, ingresaron al interior de Costa Rica entre 1560 y 1573, de modo que Nicoya también fue fundamental para el proceso de conquista de Costa Rica.

## Territorio

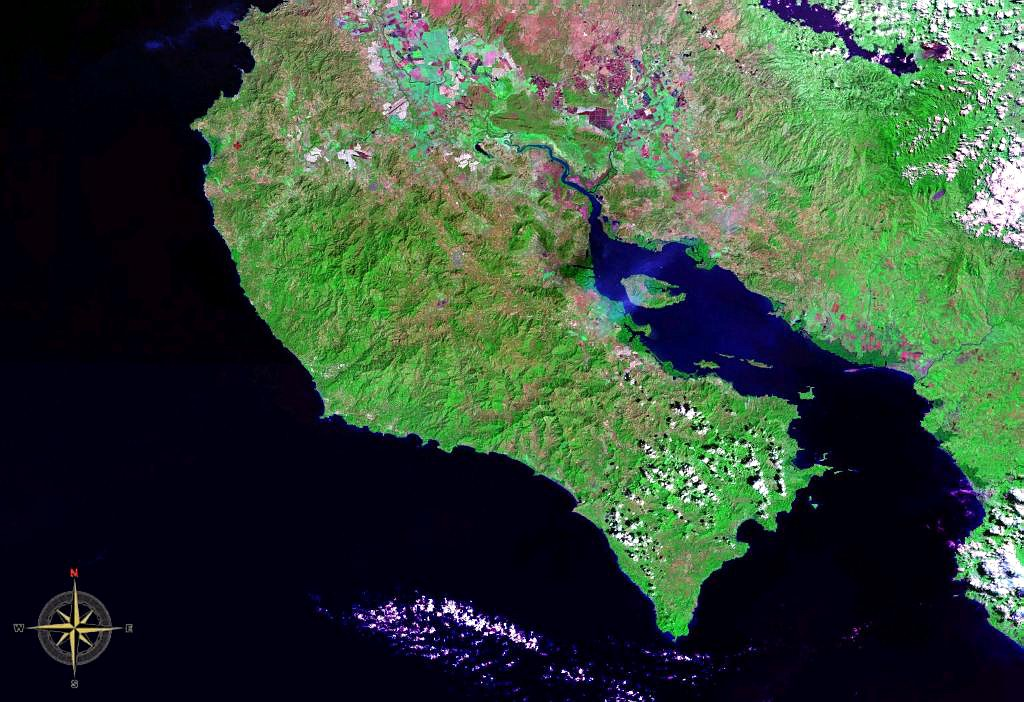
El reino de Nicoya abarcó principalmente el área de la península de Nicoya.

El reino de Nicoya ocupó gran parte del vasto territorio del Pacífico Norte de Costa Rica, que hoy es parte de la provincia de Guanacaste. En esta región existieron varios cacicazgos, de los cuales el más importante fue el de Nicoya, ubicado en el Valle del Nosara.  Los pueblos chorotegas de la zona del golfo nicoyano comprendían cuatro «provincias»: dos en la península, Nicoya y Cantrén (Canjel), y otras dos en la costa oriental, Orotiña y Chorotega, mientras que otros autores establecen cinco provincias, contando a Nicoya, Cantrén y Paro en la occidental y Chorotega y Orotiña en la oriental. Otras fuentes mencionan como pueblos tributarios de Nicoya a Cangén, Diriá, Nacaome, Namiapí, Nicopassaya, Papagayo, Paro y Zapandí, así como la isla de Pococi (hoy denominada Venado).
No se tiene claro si los cacicazgos de Chira, Cangén, Nandayora, Nicopassaya y Zapandí constitutían parte del cacicazgo o eran independientes. El cacicazgo de Paro, ubicado en la banda occidental del golfo de Nicoya, tenía una lengua propia, que era la misma que se hablaba en la isla de Chara (isla San Lucas) y la isla de Pococi (isla Venado). Es posible que estas tres entidades formaran un solo cacicazgo. Al norte, en las faldas del volcán Orosí, se encontraba el cacicazgo de Urusí (el volcán toma su nombre de éste), en el cual se hablaba la lengua chorotega.
En la banda oriental del golfo de Nicoya, existían cinco cacicazgos: Corobicí (Cañas), Avancarí (Abangares), Orotiña (Orotina), Chomi (Chomes) y Chorotega Vieja (ensenada de Tivives, cerca de la actual ciudad de Puntarenas). De estos, Corobicí, que ocupaba la banda oriental del río Tempisque, no era chorotega, sino que pertenecía a la etnia de los corobicíes, de cultura del Área Intermedia, que fueron desplazados por la llegada de los grupos mesoamericanos y que posiblemente habitaron previamente ese territorio. Chorotega Vieja, por su parte, colindaba con los confines del Reino Huetar de Occidente, que ocupaba la región del Pacífico Central y parte del Valle Central de Costa Rica.

## Gobierno

### Organización política
Al igual que otras unidades administrativas precolombinas que florecieron en Costa Rica, el reino de Nicoya estaba conformado por diversos cacicazgos, los cuales, a su vez, estaban constituidos por varias aldeas federadas bajo un solo señor, cuyo peso específico en la jerarquía de poder variaba en función de la población y el territorio que controlara. La organización de varias de estas unidades cacicales en una estructura sociopolítica y militar más compleja daba lugar al señorío, cuya jurisdicción comprendía un territorio más amplio y, generalmente, disputado.
En 1519, la estructura sociopolítica y territorial del reino de Nicoya estaba constituida, según el reporte de Andrés de Cereceda, de la siguiente forma: el rey Nicoya era el principal gobernante de la región, quien dominaba el Valle de Nosara y la región sur de la península de Nicoya. El rey Nicoya tenía cinco vasallos o principales, que gobernaban Diriá (cantón de Santa Cruz), Cangén, Paro, Nicopassaya y Nandayora (actual Nandayure). Tributarios de Nicoya eran los señores de Orotiña, Chira y Corobicí. Orotiña, en la banda oriental del golfo de Nicoya, dominaba a Chomi y Chorotega Vieja. Chira gobernaba sobre la región insular del golfo, cacicazgos de Pococí (isla Venado), Cachoa, Chara (isla San Lucas), Yrra y Urco. Chira pareció ser un cacicazgo importante: Fernández de Oviedo reporta que era una isla muy poblada y fértil, con más de 500 hombres de guerra sin contar mujeres y niños, en la época del arribo de Gil González Dávila. Corobicí, que abarcaba desde la zona norte del golfo hasta la cordillera de Guanacaste, era tributado por Zapandí, Namiapí, Urusí, Papagayo y Moragua.

### Los monarcas

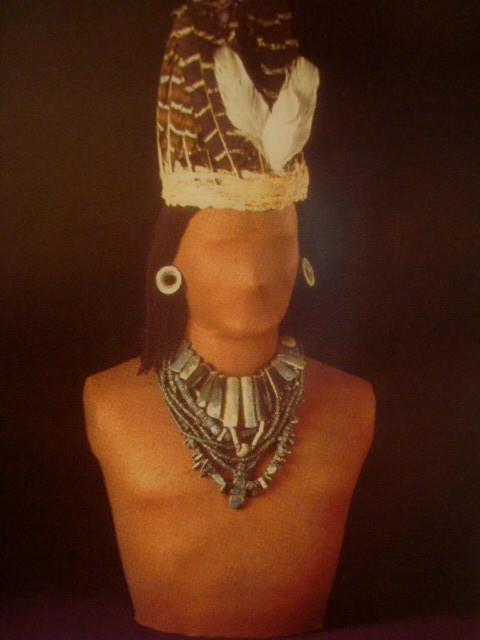
Figura antropomorfa ataviada con tocado de plumas y collares de jade, representa a un «mánkeme», monarca indígena del área de la Gran Nicoya. Museo del Jade, San José de Costa Rica.

Según consignó el cronista castellano Gonzalo Fernández de Oviedo y Valdés en 1529, el reino de Nicoya se encontraba gobernado por un «cacique», término que utilizaron en el continente americano para designar a los líderes de las naciones autóctonas. Entre los chorotegas, la palabra en idioma mangue para designar a este rey o jefe tribal era «mánkeme», término del que proviene la palabra «mangue». Este puesto no era hereditario ni vitalicio, pues el monarca podía ser depuesto por un concejo de ancianos.
En la época del contacto, en Nicoya gobernaba un rey que desempeñaba funciones políticas, religiosas y ceremoniales. En la monarquía nicoyana parece haber prevalecido un sistema dinástico-electivo, es decir, que la sucesión no se practicaba automáticamente en línea directa, sino que al morir un rey se efectuaba una elección entre los diversos miembros de su familia para designar al sucesor.

### Los galpones
El rey de Nicoya, a su vez, tenía otros vasallos principales y caballeros llamados galpones, que eran sus compañeros y guardianes, y hacían las funciones de cortesanos y capitanes. Fernández de Oviedo describe a los galpones como «guerreros empedernidos, crueles y valientes». Usaban yelmos y jubones forrados de algodón, rodelas del mismo material, macanas con dientes de pedernal o «nampúj», arcos, flechas y varas o lanzas.

### El monéxico
La autoridad del rey no era absoluta, sino limitada, y debía tomar en cuenta las tradiciones y la opinión de la comunidad. El poder era compartido con el monéxico, junta o consejo de ancianos (huehues), elegido cada mes por votación y en el que posiblemente estaban representados los diversos clanes o comunidades. Es probable que los miembros del monéxico fueran los mismos galpones, ya que así se denominaban también los edificios donde se reunía el consejo.
En las reuniones del monéxico se discutían asuntos de variada naturaleza, entre ellos los militares y administrativos. El monexico tenía la potestad de elegir y dar muerte al cacique o jefe principal si lo creía conveniente. También le correspondía elegir a los huehues, como consejeros de la comunidad. Estos ancianos, que debían permanecer solteros y cuya actividad compararon los españoles con los del confesor cristiano, atendían consultas confidencialmente, formulaban recomendaciones a la persona que buscaba su ayuda y asignaban penitencias tales como barrer las plazas u obtener leña para los templos. Se castigaba con mucha severidad a los consejeros que divulgasen el contenido de las consultas y a los terceros que las escuchasen subrepticiamente. No se sabe si el monexico tenía también funciones judiciales.

### Las leyes
El sistema jurídico de los nicoyas era de escasa complejidad, pocas sanciones y pocas infracciones. Los jueces eran nombrados por el monarca, generalmente ancianos experimentados y capaces, cuyos fallos eran inapelables. Algunas de estas leyes se encontraban escritas con tinta roja y negra en libros hechos de cuero de venado.
La bigamia y el adulterio, salvo algunas situaciones especiales, eran por lo general castigados, y en el caso de la bigamia, la sentencia era dictada por el monéxico. El único delito castigado con la muerte era cuando un esclavo tenía relaciones sexuales con la hija de su amo, los cuales eran enterrados vivos, para asegurarse que no naciera descendencia de tal unión. La violación se castigada con la esclavitud del violador o un indemnización a favor de la familia afectada. El hurto se castigada en una forma similar: el ladrón podía tomarse por esclavo y atarlo a un árbol hasta que el ofendido considerase satisfecha la ofensa, pero también podía ser rescatado si el monarca lo permitía, o sacrificado si no se pagaba el rescate. En caso de asesinato, el asesino debía dar a la familia algún tipo de compensación material (un esclavo o bienes) por su víctima. Entre los nicoyas no existía pena para el parricidio y el regicidio, porque consideraban que ninguna persona era capaz de cometer tales delitos. La desobediencia en el campo de batalla conllevaba un castigo físico y el destierro. Los tianguis eran atendidos únicamente por mujeres: la entrada de hombres en los mercados conllevaba un castigo físico.

## Economía

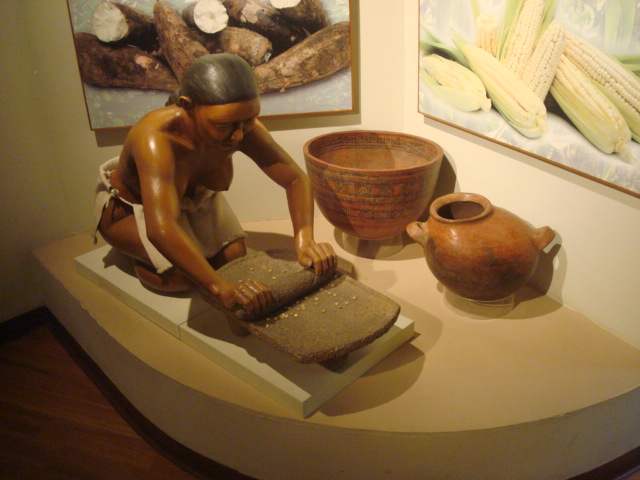
Conjunto que representa a una aborigen nicoyana moliendo maíz con un metate de piedra. Museo del Jade, San José de Costa Rica.

Las más importantes estrategias productivas de los nicoyas fueron la cacería, la recolección de productos vegetales, la horticultura, la recolección de moluscos, la domesticación de animales, las manufacturas, la elaboración de herramientas de piedra, cestería, el tejido en algodón, el teñido de hilos y telas con púrpura de múrice, la extracción de sal y la manufactura de adornos y herramientas de hueso y concha.

### Agricultura
En términos de subsistencia, la agricultura giró alrededor del maíz y cultivos asociados como frijoles, ayotes, tubérculos, algodón, chile, cacao, aguacate, piña, tomate, zapote y níspero. De este último fruto, los nicoyas mantenían un monopolio y lo usaban también como moneda, equivaliendo ocho nísperos a cuatro semillas de cacao. El maíz se consumía principalmente en forma de tortillas. También se utilizaba en la preparación de chicha (bebida embriagante), mazamorra y pinolillo. Para su preparación, se utilizaban manos de piedra, metates comunes, comales y fogones de barro. En el caso del cacao, su semilla se usó como moneda, alimento y para preparar una bebida aromatizada con vainilla y achiote. En Nicoya y en la isla de Chira, el cacao se le usaba también con fines medicinales, a partir de la elaboración de una manteca especial para curar heridas y mordeduras por serpientes. Fernández de Oviedo menciona que, mientras que el maíz era de propiedad comunitaria, las plantaciones de cacao, que se concentraban en el Valle del Nosara, donde estaba ubicada la capital, eran propiedad privada de la élite. También se cultivaba yuca, de la que se obtenía una especie de licor. El tabaco, llamado por los nicoyas yapoquete, era consumido con fines ceremoniales y medicinales. La piña y los jocotes se consumían como alimentos o se usaban para hacer vino. También se recolectaron nueces y bayas. En Guanacaste, se han encontrado restos arqueológicos de piedras utilizadas para machacar nueces.
Todas estas plantas eran cultivadas mediante la técnica de roza y quema en milpas. Además, se utilizaban técnicas de irrigación. Entre los instrumentos agrícolas, se utilizaban hachas de piedra, el palo cavador hecho de madera con punta endurecida al fuego, y la coa. En la isla de Chira, se utilizaban palas hechas de concha llamadas nacarones.

### Pesca y recursos marinos

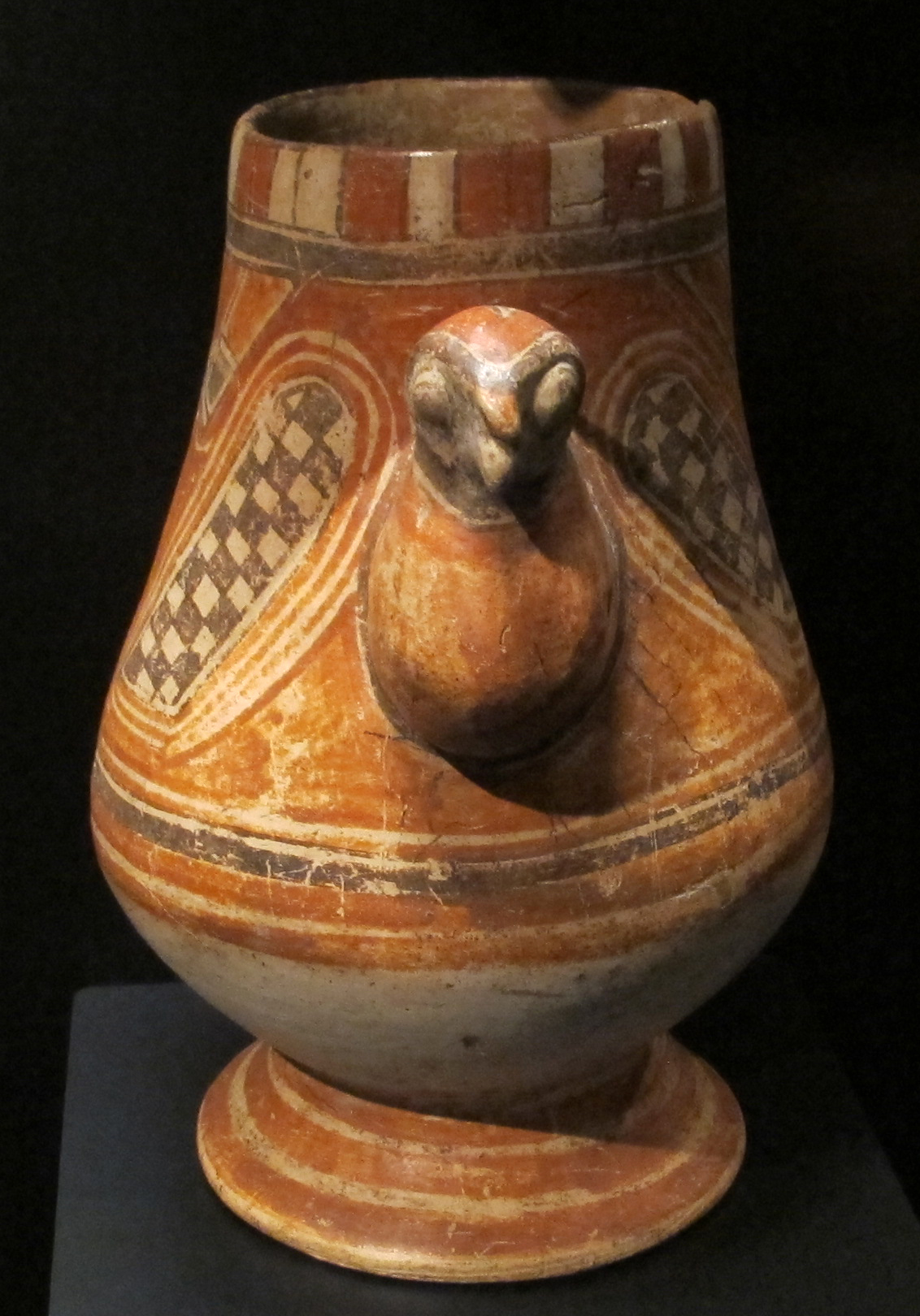
Vasija zoomorfa de Nicoya que representa un chompipe.

Las sociedades indígenas nicoyanas realizaron un aprovechamiento intensivo de los recursos marítimos y costeros, mediante la implementación de la pesca y la recolección de moluscos. Una característica importante de este economía marítima y costera fue la utilización de conchas marinas, usadas para extraer tintes que después se utilizaban para teñir telas. La presencia de grandes acumulaciones de conchas marinas, huesos de animales y cerámica cerca de las costas, denominados concheros, es un elemento frecuente en los asentamientos nicoyanos tardíos. Para la pesca, se utilizaban dos tipos de embarcaciones: la canoa, fabricada con madera de árbol de guanacaste e impulsada por remos y velas de algodón, y una especie de balsa característica del golfo de Nicoya, usada principalmente por los habitantes de la isla de Chira, Chara y Pocosi. En Nacascolo, se han recuperado trampas para peces en la zona de Bahía Culebra, pero no se ha logrado determinar si son de origen prehispánico o posteriores.

### Caza
En lo que se refiere a la caza, destaca al cacería del venado cola blanca, el saíno y el garrobo, principalmente, así como también el armadillo, el conejo, la tortuga, la perdiz parda y el oso hormiguero. Además, se domesticó al chompipe. Los monos, como el aullador y el mono colorado, eran atrapados para usarlos como mascotas, o para consumir su carne. Las guacamayas, pericos y loros fueron domesticados y sus plumas se utilizaban para elaborar tocados.

### Comercio
Nicoya también realizó una intensa actividad comercial intra y extrarregional desde épocas tempranas. En Bahía Culebra, Nacascolo fue un importante enclave comercial y puerto de escala, puesto que en esta zona se han hallado gran cantidad de mercancías como sal, tinte de púrpura, algodón, cerámica de intercambio (tohil plomiza), obsidiana y cobre. En lo que se refiere al comercio interno, la isla de Chira, en el golfo de Nicoya, fue el eje de este sistema y el centro de movimiento de mercancías hacia la cordillera Central de Costa Rica, donde se intercambiaba sal, perlas, hilo teñido de púrpura, conchas de tortuga, espinas de mantarraya y dientes de animales terrestres, además de cerámica policroma, obsidiana, oro, serpentina y jade.
La sal fue un preciado bien de intercambio, la cual se obtenía de sitios especializados localizados en Playa Panamá, en Bahía Culebra, cerca de Nacascolo, y en el golfo de Papagayo. Existieron en Nicoya mercados organizados, llamados tianguis, que eran atendidos por mujeres, y donde se comerciaban oro, esclavos, aves, tejidos, mantas, hamacas, cerámica negra de la isla de Chira, ovillos de algodón, frijoles, alpargatas, sal, perlas, conchas, maíz, cacao, cera y miel, entre otras cosas. En los tianguis funcionaban dos sistemas de intercambio: el pago con moneda (semillas de cacao) y el trueque. Durante la época precolombina, Nicoya tuvo la función de pueblo abastecedor de viajeros, debido a su acceso por mar desde largas y cortas distancias. Existieron comerciantes itinerantes que se trasladaban de región en región para hacer sus transacciones, que podían acceder a los mercados, aunque solo entre los aliados o confederados amigos.
El principal bien comercial fue sin duda la cerámica policroma, de la cual se han encontrado objetos en muchas regiones de América Central y México. Se han encontrado cerámicas tipo Papagayo Policromo en Copán, Los Naranjos, Las Vegas (Honduras), Tazumal, Chalchuapa y Quelepa (El Salvador), Zaculeu (Guatemala) y Tula (México). Este producto llegó a ser muy estimado por su calidad y acabado, y se intercambiaba por jade u obsidiana, provenientes principalmente de ciudades mayas, y más tardíamente, por oro de la Vertiente Atlántica de Costa Rica. La cerámica nicoyana llegó a combinar elementos autóctonos, como las figuras de animales con los decorados típicos de las culturas del Área Intermedia y sudamericana, con motivos mesoamericanos, como la Serpiente Emplumada, Mixcoatl combatiendo con el jaguar de la oscuridad que quiere devorar al sol, o la cruz Kan de los mayas.

## Sociedad
La sociedad nicoyana era jerarquizada, de corte marcadamente androcrático o dominador, ya que existían múltiples relaciones de dominación de unas personas sobre otras -hombres sobre mujeres, ciertos pueblos sobre otros, y ciertos varones sobre las demás personas- y complejas jerarquías, en las que figuraban nobles, guerreros, sacerdotes y ancianos de prestigio llamados huehues.
La organización social de los nicoyas dependía de tres factores principales: la conformación de linajes por parentesco de carácter hereditario, la especialización productiva de estos (agricultores, artesanos, guerreros, sacerdotes), y las alianzas políticas, generalmente por matrimonio, lo que permitió alcanzar una integración de la unidad territorial. También fueron de importancia el éxito en la guerra, la adquisición de bienes de prestigio (arte) y la religión (la creencia en el poder sobrenatural de los monarcas), para lograr el mantenimiento del estatus social. Gracias a los méritos obtenidos en la batalla o en otros aspectos de la vida cultural, un individuo podía tanto ascender como descender en la escala social.

### Asentamientos

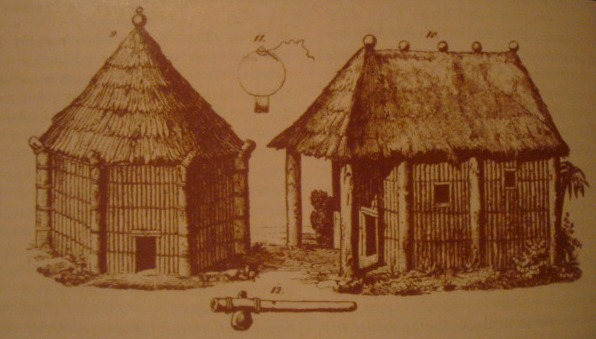
Reproducción de un dibujo elaborado por Gonzalo Fernández de Oviedo y Valdés en 1529, que representa las viviendas nicoyanas de dicha época. Museo del Jade, San José de Costa Rica.

Los cacicazgos nicoyanos llegaron a constituir importantes asentamientos con poblaciones cuyo número de pobladores era variable. La mayoría de las aldeas se concentraban cerca de los cauces de los ríos o en las costas. El centro del poblado lo constituía una gran plaza, que a su vez era centro religioso, pues en ella se albergaba un montículo ceremonial. En la ciudad de Nicoya, se describe la existencia de una pirámide escalonada baja hecha de tierra. 
El patrón de asentamientos era el de agricultores, con cultivos cercanos a cargo de los hombres. Los pueblos distaban unos de otros entre 15 a 30 kilómetros, y el número de habitantes podía ir de unos centenares a varios miles.
En el Reino de Nicoya existieron pueblos más importantes que otros. En los mayores, donde existía más concentración de población, existían casas de cabildo, que recibían el nombre de galpones, el mismo nombre que recibían los vasallos del concejo del rey, pues allí se reunían. También existían templos, generalmente situados frente a las plazas. Las habitaciones de los señores también circundaban las plazas, y en algunos pueblos, había talleres de artesanos. Alrededor de las plazas, templos y galpones, se observaban arboledas y tierras de labranza.
Las viviendas nicoyanas tenían forma elíptica rectangular, eran de madera y tenían un techo de paja o palma a dos aguas. Generalmente albergaban una sola familia y tenían aparte la cocina y el granero.

### Propiedad
La tenencia de la tierra era de tipo comunal, por lo que no podía ser vendida, y se heredaba por vía patrilineal. La asignación de la tierra se daba por linajes, los cuales repartían entre los individuos su explotación, por lo que cada célula familiar tendía a la autosuficiencia. Si un matrimonio no contaba con descendencia o un individuo abandonaba la comunidad, la propiedad de la tierra recaía en los parientes. Los caciques menores eran los encargados de organizar el repartimiento de la tierra, de recoger el tributo y de distribuirlo. El producto comunitario era el que permitía el sostenimiento de la administración política y religiosa.

### Vestimenta

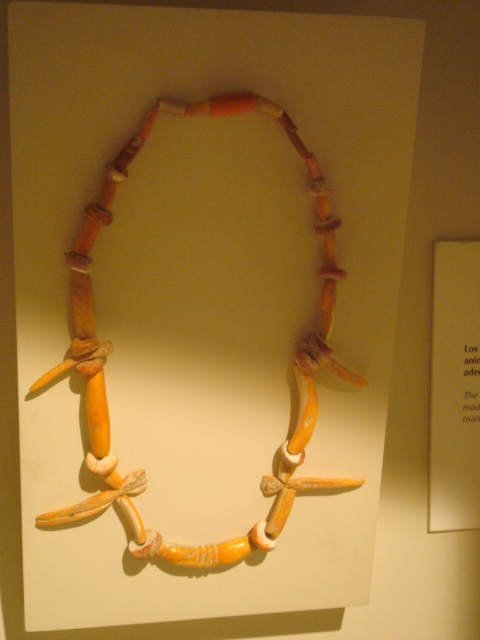
Collar de conchas marinas.

En lo que se refiere a la indumentaria, esta variaba de acuerdo al rango social al que pertenecía el individuo. Los hombres podían ir desnudos, pero a menudo usaban una tela larga que acomodaban a modo de taparrabo. El atuendo más característico era una camisa sin mangas hecha de algodón teñido. Las mujeres iban con el torso desnudo y usaban corrientemente una enagua, cuyo largo dependía del nivel social, llegando hasta los tobillos si la persona era de clase elevada, y hasta la rodilla si era de una clase más baja. Para los pies, se usaban unas alpargatas elaboradas con cuero de venado. Una costumbre que era común entre los nicoyanos era pintar el cuerpo con dibujos geométricos. Todos estos elementos fueron utilizados como símbolos culturales propios y de rango, que permitían reconocer a qué estatus social o grupo pertenecía un individuo a simple vista.
El uso de la ropa tejida de algodón era un elemento de la vida cotidiana, así como el uso de adornos, como cuentas, abalorios de cerámica, piedra, barro cocido y madera, collares de conchas, piezas dentales de felinos con agujeros, usadas a modo de colgantes, que se utilizaban también en ocasiones ceremoniales, como ofrendas mortuorias, y eran utilizados también como instrumento social.
Los objetos de metal también fueron utilizados como adornos, pero su obtención parece ser más por intercambio que por manufactura local. También se utilizaron cuentas de hueso e incluso se han hallado piezas dentales humanas con agujeros para ser utilizadas como colgantes. Otro adorno importante eran las orejeras, hechas de madera o hueso. Otros adornos se colocaban sobre la cabeza, a modo de tocados o turbantes, y también se realizaban peinados altos en los que se utilizaban fibras tejidas, a modo de gala.
El uso de pintura sobre el cuerpo fue muy común como elemento decorativo. La pintura corporal más frecuentemente usada mezclaba pigmentos rojos y negros. Se realizaban dibujos muy complejos y a veces se usaban sellos de cerámica para imprimir la piel. Es posible que los colores se aplicaran con los dedos o con pinceles, a modo temporal, o bien, que se sanjase la piel y se aplicase un pigmento rojo permanente, hecho a base de achiote o jagua.
Una de las características distintivas de los nicoyas fue el aserramiento de los dientes y la colocación de incrustaciones dentales. Fue práctica común el limarse y perforarse los dientes, para incrustar en ellos piedras o rellenos de jadeíta, nefrita o turquesa. Estas prácticas eran consideradas, tanto entre los chorotegas como entre los nicaraos, como muestras de belleza corporal.

### Matrimonio

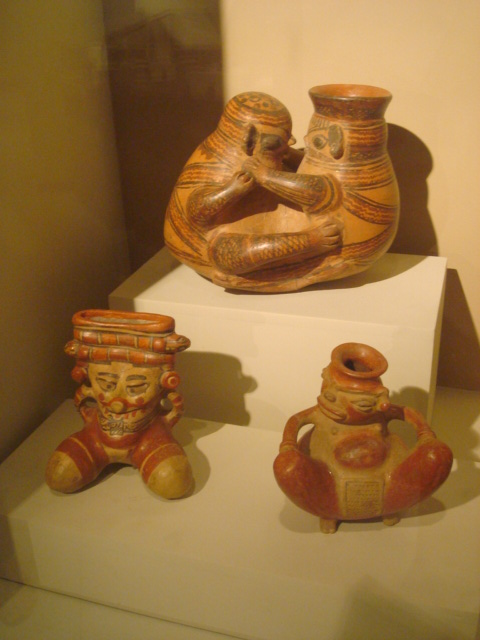
Cerámica nicoyana policromana que representa figuras humanas femeninas o manteniendo relaciones sexuales. Las figuras poseen pintura corporal y algunas presentan estrabismo y cráneo deformado, en concordancia con el ideal de belleza en la cultura maya.

Los nicoyas practicaban la monogamia, pues la poligamia era un privilegio únicamente de la élite. El matrimonio podía disolverse solo en caso de bigamia o adulterio, pero cometer estos actos no implicaba necesariamente la separación de los cónyuges, y no había castigo para el hombre que tomaba una mujer casada y se iba a vivir a otra población. La homosexualidad no era una ofensa grave, pero sus practicantes se exponían a ser lapidados por el pueblo común.
La bigamia en el varón se castigaba con el destierro y la pérdida de bienes, y la esposa podía casarse nuevamente si no había tenido hijos de ese hombre. Si los había tenido, no podía casarse, pero de mantener a esos hijos podía quedarse con los bienes del cónyuge. En el caso de la mujer que, conociendo que el hombre estaba casado, aceptara casarse con el bígamo, perdía todos sus bienes a favor de la esposa legítima. La prostitución era permitida durante las ceremonias religiosas, en las cuales las mujeres podían tener relaciones sexuales con los hombres que quisiesen o les pagasen. Fuera de estas ocasiones, el adulterio de la mujer era sancionado con una amonestación, un fuerte castigo corporal y la expulsión del hogar. Sus familiares la insultaban y la desconocían, y la comunidad la consideraba como una mujer impura, desleal y sin vergüenza.

### Esclavitud
En lo que se refiera a la esclavitud, los esclavos únicamente podían ser propiedad de los nobles, salvo casos excepcionales. Se podían comerciar en los tianguis, a precio de cien semillas de cacao. La mayoría de los esclavos varones eran prisioneros de guerra, que trabajaban un tiempo en las milpas de maíz, plantaciones de cacao o algodón, antes de ser sacrificados ritualmente y su carne consumida. En el caso de las mujeres y niños, se les utilizaba para labores domésticas y, a veces, como objetos sexuales. También se podía caer en esclavitud voluntariamente, para pagar una deuda, o como castigo por violación, hurto o asesinato. A pesar de todos estos hechos, la nicoyana no fue una sociedad esclavista genuina, en el aspecto de que su economía dependiese de la esclavitud, ya que el número de esclavos fue muy reducido, puesto que la condición de esclavitud no era hereditaria, y porque los esclavos eran, generalmente, sacrificados y consumidos.

### Prostitución
Una práctica coyuntural de las sociedades chorotegas era la prostitución, la cual ejercían las mujeres con el objetivo de acrecentar la dote para el matrimonio, cobrando para ello de 8 a 10 semillas de cacao. La mujer que deseaba casarse podía prostituirse, luego reunir a sus clientes y solicitarles la construcción de una casa y proveer el menaje del hogar. Cuando se terminaba la vivienda, la mujer elegía marido entre los clientes, se celebraba una fiesta y a partir de entonces era considerada una buena mujer.

## Cultura

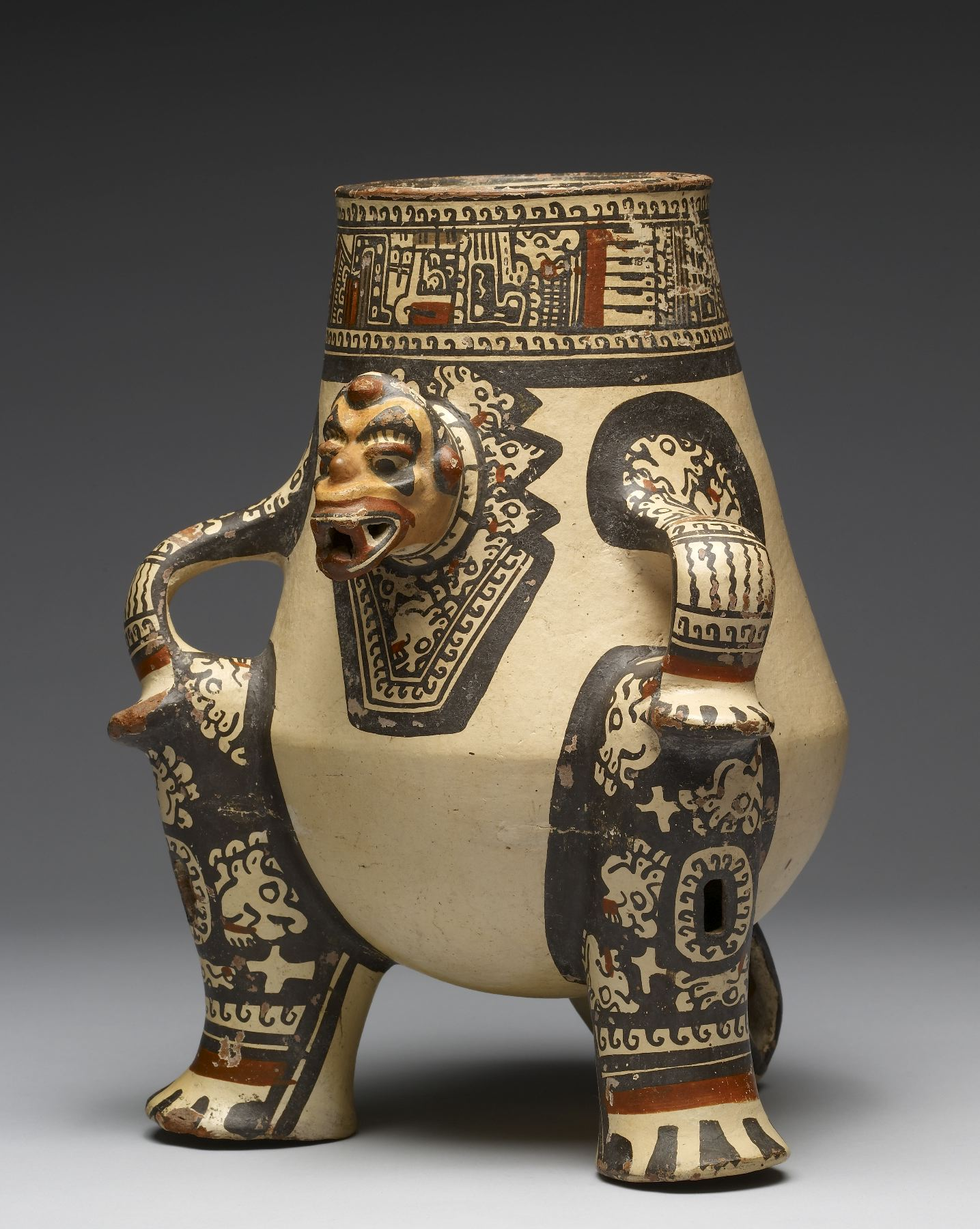
Vasija zoomorfa periforme de cerámica policromada, tipo Pataky. Representa una figura humana con indumentaria felina, probablemente un chamán. Sus garras descansan sobre los soportes que hacen las veces de patas, formando las asas. Presenta motivos de jaguar en pintura negra y roja, que contrastan con las superficies lisas en color blanco. Hallada en el Valle del río Tempisque, Guanacaste. 1000-1350 d. C. Museo Walters, Maryland. Estados Unidos.

La cultura nicoyana tiene rasgos muy similares al resto de las sociedades mesoamericanas, pero también incluye algunos aspectos de las culturas del Área Intermedia, consecuencia de la función de puente cultural que tuvo Costa Rica en lo particular y el istmo centroamericano en general durante la época precolombina. Uno de los aspectos más destacados de la cultura nicoyana fue su cerámica policromada, adornada con motivos mesoamericanos de carácter simbólico y religioso. Los nicoyanos también trabajaron la piedra, fundamentalmente en la elaboración de metates para moler maíz, a menudo con representación de animales como el jaguar y adornados con figuras geométricas. También realizaron trabajos muy finos en jade, especialmente figuras utilizadas como adornos en collares y orejeras, y objetos tallados en otras piedras semipreciosas. La orfebrería, en cambio y a diferencia de otras sociedades indígenas que ocuparon territorio costarricense, es escasa y tardía. En la industria textil, destacó el tejido del algodón.

### Idioma
Los pobladores más antiguos de Guanacaste hablaban lenguas chibchas, y también compartían algunos de los aspectos culturales de estos grupos. Los corobicíes, el primer pueblo en ocupar la península de Nicoya y la cuenca del río Tempisque, tenían una lengua propia de raíces desconocidas, pero que se ha propuesto que es una división de la estirpe paya-chibcha, relacionada con el idioma rama.
A principios del siglo XVI, los grupos indígenas que habitaban el actual territorio de la provincia de Guanacaste pertenecían al área cultural de Mesoamérica. El idioma principal era la lengua chorotega, una de las lenguas otomangues, hoy extinta, aunque algunos grupos que habitaban el área del actual cantón de Bagaces hablaban el náhuatl, posiblemente nicaraos que se asentaron en esa zona y formaron un bolsón étnico y lingüístico.
Fernández de Oviedo menciona la existencia de otra lengua, distinta del náhuatl y el chorotega, que era hablada por los indígenas de la isla de Chara (isla San Lucas), de isla Pocosi (isla Venado) y por los habitantes del cacicazgo de Paro. Esta lengua se encuentra documentada desde su descripción por Oviedo hasta su desaparición en 1606, y se le conoce como lengua de Paro.

### Escritura
Los nicoyas poseían un sistema de escritura que consistía en tiras de cuero de venado dobladas como un acordeón. Sobre ellas se realizaban pictogramas en azul, rojo y negro, a la manera de los códices prehispánicos de Mesoamérica. Cuenta el cronista Gonzalo Fernández de Oviedo y Valdés, que los aborígenes de Chira tenían libros de cuero de venado en los que escribían con tinta roja y negra, donde consignaban sus términos y heredamientos, para que cuando hubiese contiendas pudieran determinarlos allí con la opinión de los huehues. A principios del siglo XX, fue encontrado en la isla de Chira un libro de jeroglíficos que fue llamado «el misal chorotega», el cual luego se extravió sin conocerse su paradero.

### Religión

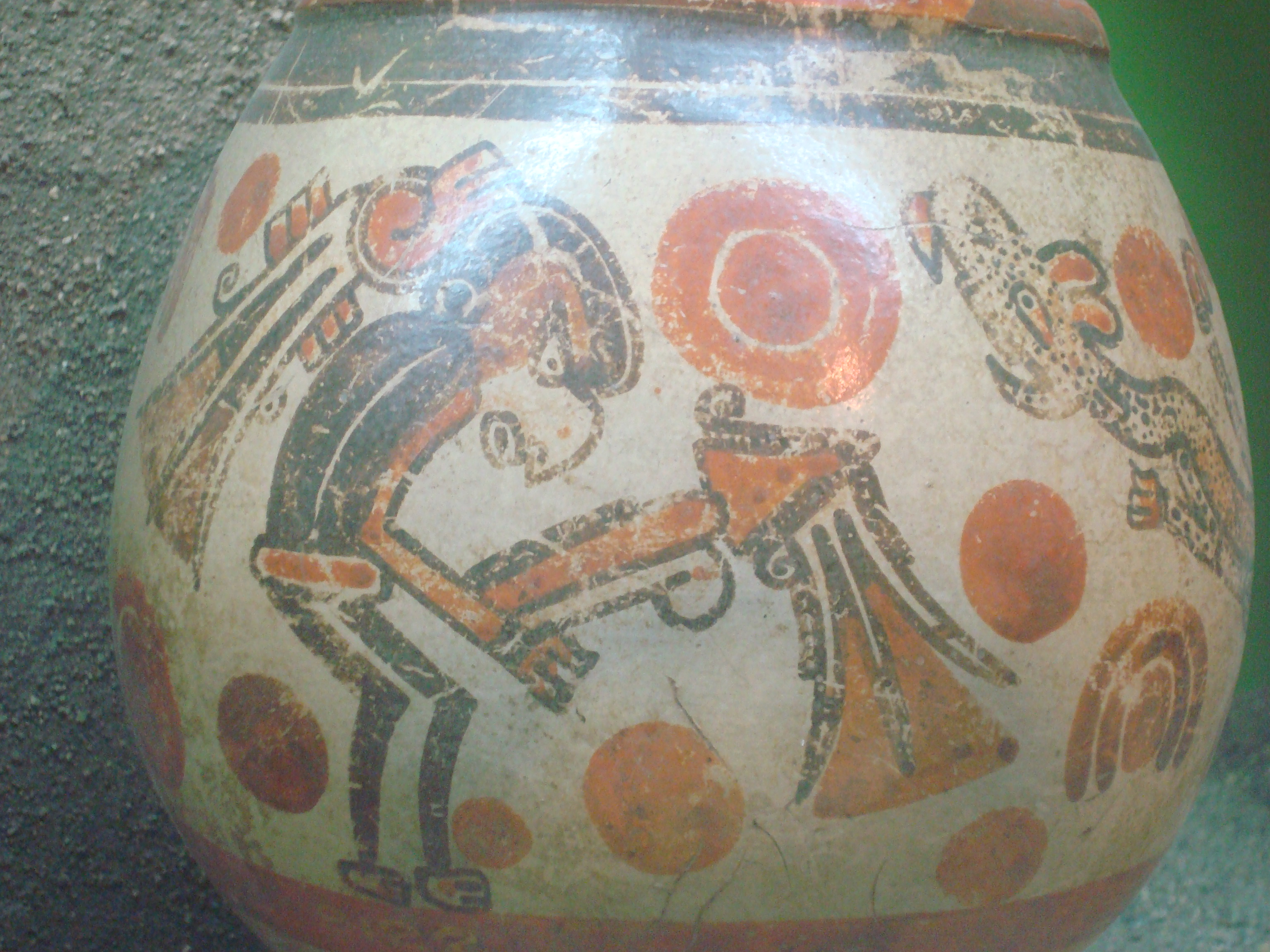
Detalle de una cerámica precolombina nicoyana, con detalles mesoamericanos, que representan la guerra sagrada entre la luz y la oscuridad, en la forma del dios Mixcóatl (izquierda) y Tezcatlipoca en forma de jaguar (Tepeyollotl), respectivamente. Pacífico norte de Costa Rica (Guanacaste). 800-1300 d. C.

La religión entre los nicoyanos era de carácter politeísta y animista. La información que brindan las fuentes etnohistóricas acerca de las ceremonias religiosas por parte de los chorotegas señala el culto a varias deidades desde los astros hasta las plantas, animales y elementos de la naturaleza. El dios supremo era Tipotani, autor de todo lo creado. Además de Tipotani, se sabe de otras dos deidades, un principio masculino llamado Nembithía, y uno femenino de nombre Ninguitamalí, pareja divina primordial que representan al sol y a la luna. Fernández de Oviedo también menciona dioses del agua, del maíz, de la batalla, de las frutas, etc.
El arribo de los grupos nahua-pipil-teotihuacanos que llegaron al territorio alrededor de 400-500 d. C., los cuales habían recibido fuertes influencias de las culturas de El Tajín, hizo que la religión estuviese más vinculada a los cultos religiosos que predominaban en el resto de Mesoamérica, al aportar los cultos a Tláloc, Tezcatlipoca, Xipe Totec y Quetzalcoatl. Con los chorotegas también se inicia la construcción de templos circulares, generalmente hechos de madera, que se erigían alrededor de una plaza.

#### Chamanismo

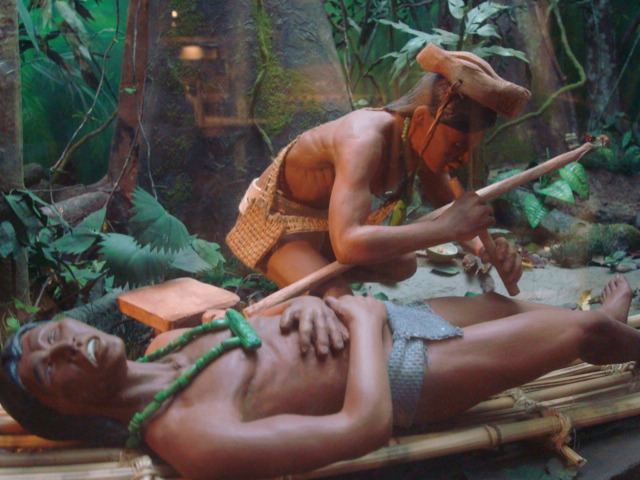
Reproducción de un chamán curando a un enfermo. Museo del Jade.

Los chamanes eran los líderes religiosos de los pueblos y tenían un rol importante en la vida indígena. Para los pueblos aborígenes de Costa Rica, el chamán fue el intermediario entre el individuo, la comunidad y el mundo sobrenatural, con el fin de reforzar las leyes del orden social y de la civilización, por lo que ocupaban un alto rango en la sociedad nicoyana. El chamán era el curandero, el adivino del futuro, el que controla los fenómenos atmosféricos, maneja lo impuro y guía a los difuntos en su viaje al más allá. Se encargaban del manejo del calendario, el ordenamiento y ejecución de las ceremonias especiales y la transmisión de la doctrina y la historia de su pueblo. El chamán era capaz de transformarse en el animal que fuera necesario para ejercer su función en el ritual mágico-religioso (véase nahualismo), en los que generalmente utilizaba ornamentos de jade, pieles de animales, plumas de aves y máscaras. El jaguar, el murciélago, el cocodrilo, la serpiente y algunas aves, como la guacamaya, se consideraban animales sagrados en la tradición religiosa de los nicoyas.
Las hachas ceremoniales de jade nicoyano que representan al chamán suelen tener formas humanas con tocados y elementos zoomorfos, como una forma de identificarse con estos espíritus animales protectores y auxiliares. Estos objetos eran considerados amuletos de buena suerte, o bien, talismanes protectores y ahuyentadores de los malos espíritus.

#### Creencias
La cosmovisión de los nicoyas era de tipo animista. Creían que las personas, los animales y los fenómenos de la naturaleza tenían espíritu, el cual podía ser bueno o peligroso. Creían en la existencia del yulio, un concepto similar al alma, que estaba asociado con el corazón y el aire, y creían que al morir la persona, el yulio abandonaba el cuerpo por la boca. Creían en el más allá, pero no en una vida similar a la terrenal, sino que aquellos que morían en la guerra, los que servían a los dioses y los que asistían a los templos, iban arriba, «a donde sale el sol», mientras que el resto iba «abajo a la tierra». No creían en la reencarnación, salvo aquellos niños que habían muerto sin comer maíz, que después reencarnaban de nuevo para conocer a sus padres.

#### Antropofagia y sacrificios humanos
En el reino de Nicoya se organizaban tres fiestas al año que incluían la antropofagia y los sacrificios humanos, coincidiendo con las cosechas de maíz. Esta fue una práctica ceremonial específica del Pacífico norte de Costa Rica. El día de la fiesta, los monarcas vestían sus mejores galas y se maquillaban con pintura ceremonial, se bebía chicha y se danzaba delante del templo. Después, entre cinco y seis personas, tanto hombres como mujeres, en la mayoría de los casos prisioneros de guerra, eran subidos al altar en lo alto de una pirámide de tierra o de un monte, se les realizaba una cardiotomía ritual (extracción del corazón), se los decapitaba y sus cuerpos eran arrojados hacia abajo, para que su carne fuera consumida. Esta práctica religiosa se hallaba en consonancia con el contexto de los cultos de otras regiones de Mesoamérica.

#### Ceremonias y danzas
Algunas de las ceremonias realizadas por los nicoyanos en honor a sus dioses se realizaban como acción de gracias por las buenas cosechas obtenidas o por el nacimiento de alguna persona. Se realizaban danzas en la plaza principal de la ciudad, mientras se bebía chicha y cacao diluido con fines ceremoniales. Solo en estas oportunidades era permitida la embriaguez, puesto que esta se consideraba un acto bochornoso y censurable si se realizaba en otras oportunidades.

#### Rituales funerarios

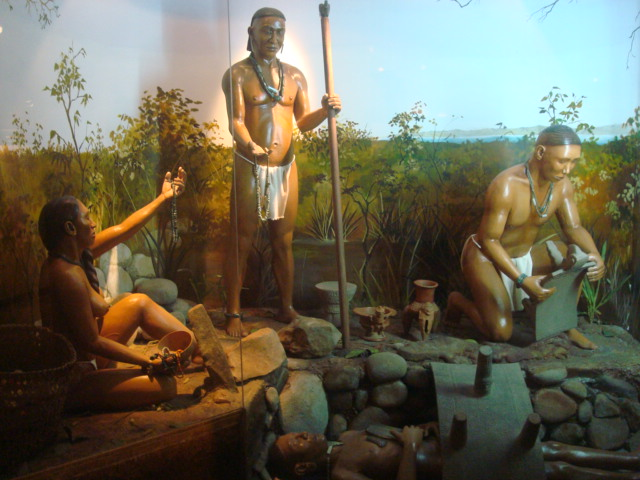
Reconstrucción de un ritual funerario de los indígenas de Nicoya. Museo del Jade, San José de Costa Rica.

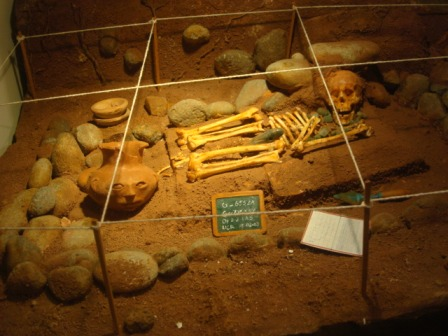
Reconstrucción de una tumba indígena. Se observan ofrendas de cerámica y jade. Museo del Jade. San José de Costa Rica.

Los nicoyas tenían la creencia en el más allá, porque sus cuerpos eran enterrados en sus tumbas con todo lo necesario para que el difunto pudiera realizar su último viaje (cerámica, objetos de poder de jade y oro, metates ceremoniales de piedra) y seguir cumpliendo con el ciclo vital. Los rituales funerarios de la cultura nicoyana se han caracterizado por la presentación de diversos patrones de enterramientos. A partir de 500 a. C., se utilizan los cerros y partes altas cerca de la costa para colocar los entierros. Estas tumbas eran pozos troncocónicos o en forma de campana, con círculos de piedras en la entrada de la fosa. También se entierran paquetes de huesos envueltos en cortezas y fibras, y con ofrendas de objetos de madera y jade, además de metates, como una tumba hallada en la península de Nicoya frente a isla Venado, que se remonta al 500 a. C. Estas ofrendas mortuorias se destacan por presentar gran destreza en su manufactura: metates trípodes con decoraciones en bajorrelieve, cerámicas bicromas en zonas, artefactos de jade, remates de bastones hechos en piedra y decoraciones de diferentes motivos, sobre todo de animales, y bases de espejos de pirita y marcasita.
Entre 300 y 800 d. C., hay presencia de varios tipos de entierros, que reflejan la organización y diferenciación social alcanzada. Se observan montículos de gran tamaño (0.5 a 5 metros de altura y 15 a 100 metros de diámetro), con bloques de piedra que necesitaron un gran esfuerzo colectivo para su construcción. Es característicos el enterramiento flexionado de los individuos, colocados dentro de fosas, cajones o marcos de piedra y pozos cilíndricos, a diferentes niveles de profundidad, y luego cubiertos por toneladas de piedras para formar promontorios. También hubo entierros en empedrados y fosas sin marcadores superficiales, y se da la cremación con enterramientos en urnas funerarias de cerámica, ofrendas de jade y navajas de obsidiana (faldas del volcán Orosí), así como la colocación de cuerpos de niños no cremados en ollas grandes.
La llegada de los chorotegas a partir de 800 d. C. se caracteriza por la presencia de áreas funerarias dentro de las aldeas, además de por la riqueza de las abundantes ofrendas de cerámica policromada y metates esculpidos. Se encuentran enterramientos combinados, con individuos articulados extendidos o inarticulados.
En cuanto a las ofrendas funerarias de jade, destacan las llamadas «herencias», colgantes de jade divididos en dos mitades, una de las cuales era colocada en la tumba y otra era heredada por la familia de generación en generación. Esta costumbre refleja una gran influencia de las culturas olmeca y maya, que también tenían esta tradición.

### Arte

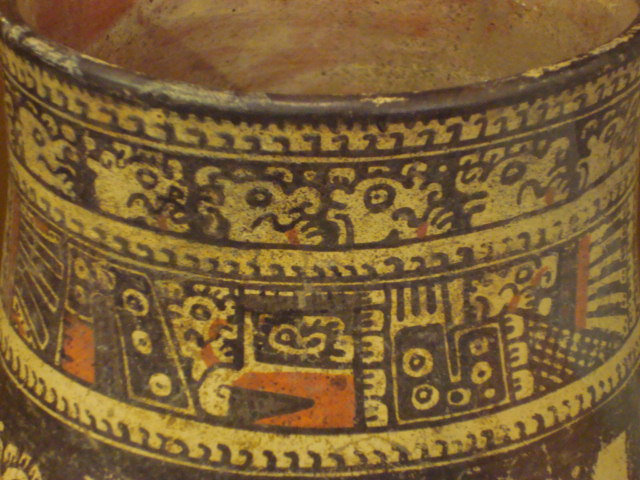
Detalle de una vasija policromada nicoyana, con motivos de jaguar y diseños geométricos y abstractos. Museo del Oro Precolombino.

Durante la época precolombina, en el momento previo al contacto con los europeos, los monarcas y principales que gobernaban los cacicazgos y reinos ubicados en Costa Rica, constituían la élite del poder, y su prestigio y autoridad dependían de los objetos suntuarios de arte que poseyesen. El arte se constituía, entonces, en una prerrogativa de su posición, ya que el rango del individuo se demostraba mediante la cantidad, la calidad y variedad de sus bienes artísticos.
En Costa Rica en general y en Nicoya en particular, se produjo una serie de manifestaciones artísticas en diversas técnicas, que dieron lugar a creaciones artísticas que reflejan gran destreza y talento. De estas manifestaciones artísticas, en Nicoya destacaron principalmente la cerámica, la producción de objetos de jade y la escultura en piedra.

#### Cerámica
Uno de los aspectos más destacados de la cultura nicoyana es la elaboración de cerámica, de la cual la cerámica policromada en tres colores (negro, rojo, terracota) llegó a convertirse, por su calidad y acabado, en un estimado producto de intercambio comercial a escala inter y extrarregional. Dentro del país, en el Monumento Nacional Guayabo, en las llanuras del norte, el Caribe, las tierras altas del Valle Central y el pacífico central de Costa Rica, incluso la Isla del Caño, es posible apreciar la presencia de estas cerámicas, que revelan con ello el apogeo del comercio con estas regiones. En El Salvador, Honduras, Guatemala y Tula (México), se han encontrado vasijas policromadas hechas en Nicoya. A su vez en Nicoya se han hallado vasijas de tipo plomizo Tohil que proceden de las altas tierras de Guatemala. La manufactura de la cerámica fue una labor especializada, en la que se conjugaban la sensibilidad artística ante la necesidad de un bien utilitario.
Los artesanos, posiblemente vinculados a grupos chibchas, empezaron a fabricar cerámica en Guanacaste hace 3.500 años. La cerámica era indispensable en la vida cotidiana del pueblo nicoyano, y es por eso el elemento más abundante en los yacimientos arqueológicos. De las ofrendas mortuorias más comunes encontradas en las tumbas, la más abundante es la cerámica. Para elaborarla, se utilizaron elementos naturales: los pigmentos eran obtenidos de piedras negras, rojas y blancas que luego molían y mezclaban con agua y arcilla.
De acuerdo a la manufactura de la cerámica, se han establecido cinco periodos históricos en el área de Nicoya: Bicromo en zonas, Decoración lineal, Policromo Antiguo, Policromo Medio y Policromo Tardío. Durante el periodo Bicromo en zonas, la técnica predominante es la que combina dos colores más incisión: sobre la base natural, se pintan zonas casi siempre en rojo o en café muy oscuro. Otra manera de decorar fue por medio de líneas en forma de zigzag. También se manufacturaban pequeñas estatuas de arcilla que representaban seres humanos sentados o animales en postura variadas. Confeccionaban vasijas globulares con tres patas.
En el periodo de Decoración lineal, la cerámica se decoraba con punzonado, pastillaje, incisión y modelado. Las vasijas se decoraban con simples líneas que representaban el lagarto o a un hombre-murciélago. Se usó la «brocha múltiple» para pintar líneas paralelas onduladas.
El inicio de la fabricación de cerámica policromada en la subregión arqueológica de Guanacaste (Periodo Policromo Antiguo, 500-800) coincide, de hecho, con el inicio del periodo de los cacicazgos complejos. Son características las vasijas globulares o cilíndricas, con pies rectangulares o en forma de animales, modeladas con arcilla de textura fina. Destacan unas que representan caras humanas. En las decoraciones muchas combinan elementos artísticos locales y sudamericanos con mesoamericanos, sobre todo mayas, y se cree que su elaboración está relacionada con la presencia de grupos inmigrantes mexicanos.
Durante el Policromo Medio, se dio un extraordinario desarrollo de los tipos policrómicos, destacando los estilos Mora y Papagayo. La llegada de los chorotegas a la península de Nicoya (Policromo Medio, 800-1200), introduce cambios especialmente en el campo ideológico (religión, arte), agregando nuevos elementos de origen mesoamericano que se van a observar sobre todo en la cerámica. El Policromo Medio se destaca por elementos de antropomorfismo y zoomorfismo típicos de la influencia mesoamericana, principalmente de origen maya. Aparecen vasijas trípodes en forma de animal, jarras en forma de jícara, otras representan cabezas humanas y animales, como el chompipe, jaguar, armadillo, conejo: el llamado estilo Pataky. Los motivos decorativos consisten esencialmente en animales: jaguar, serpiente, mono y lagarto. El Policromo Medio se considera el apogeo del área cultural nicoyana, pues se observa un mayor grado de evolución y de progreso cultural y social, lo que es posible comprobar por la existencia y distribución de objetos de lujo para uso de quienes ejercen el poder social y económico. La variedad de formas, la belleza de los objetos, sean vasijas, adornos, joyas o metates, indican que ya había artesanos especializados.
El Policromo Tardío (1200-1500) marca grandes cambios en la elaboración de la artesanía nicoyana. Entre los motivos mesoamericanos, se han identificado la Serpiente Emplumada y deidades asociadas a la guerra y al agua. Una novedad es el uso de la pintura azul grisáceo con negro, y naranja rojizo sobre fondo crema. Surge una nueva forma de decoración: el inciso del engobe. Los dibujos que aparecen en la mayoría de las vasijas son motivos mexicanos como el jaguar y el hombre, que recuerdan la lucha entre los dioses Mixcoatl y Tezcatlipoca. Aparece con harta frecuencia la Serpiente Emplumada, y el señor de la tierra Tlaltecuhtli, en la forma de un sapo fantástico con garras y la boca abierta, con escudos de pluma en su costado.
Entre las piezas de cerámica nicoyana, sobresalen una serie de figuras humanas femeninas, modeladas en arcilla, que probablemente representan diosas de la fertilidad. Estas figuras destacan porque pueden sostenerse en pie y, además, poseen una especie de cobertor púbico. Se caracterizan por usar pintura corporal con motivos de animales como el cocodrilo, el jaguar o la serpiente, lo cual es destacable porque, entre las culturas mesoamericanas, la unión mítica del jaguar y la serpiente representa la fertilidad, mientras que en las culturas del área suramericana esta labor correspondía al cocodrilo, lo que vendría a convertir a estas figuras en símbolos de fusión de culturas vecinas y tradiciones mítico-religiosas. Vale mencionar que algunas de estas figuras presentan deformaciones craneales y ojos estrábicos, rasgos estéticos típicos de la cultura maya.

#### Jade
La confección de objetos de jade es, junto con la cerámica policromada y los trabajos en piedra, una de los tres manifestaciones artísticas más sobresalientes del área arqueológica de la Gran Nicoya. Las sociedades precolombinas en general apreciaron los objetos elaborados en jade y otras piedras verdes como indicadores de poder. Se utilizaban para identificar distintos clanes y como ofrendas funerarias para personajes importantes, o en ritos de cacería, guerra o iniciación. En el territorio costarricense no existen yacimientos naturales de jadeíta, y por eso la presencia de este tipo de arte entre los nicoyanos se considera consecuencia de su intercambio con otras áreas culturales de Mesoamérica, principalmente de la cuenca del río Motagua en Guatemala, aunque para algunos investigadores, la gran cantidad de objetos de jade encontrados en Costa Rica y la escasa presencia de jade en los países vecinos hace pensar que sí hubo yacimientos de jade en el país (la península de Santa Elena muestra condiciones propicias para su formación), pero que estos se fueron agotando entre 700 y 800 d. C. La gran mayoría de los objetos de jade hallados en sitios arqueológicos de Costa Rica provienen del área de Nicoya, aunque también se han encontrado algunos en la Vertiente del Caribe, lo que refleja un contacto entre diversos grupos de culturas distintas.

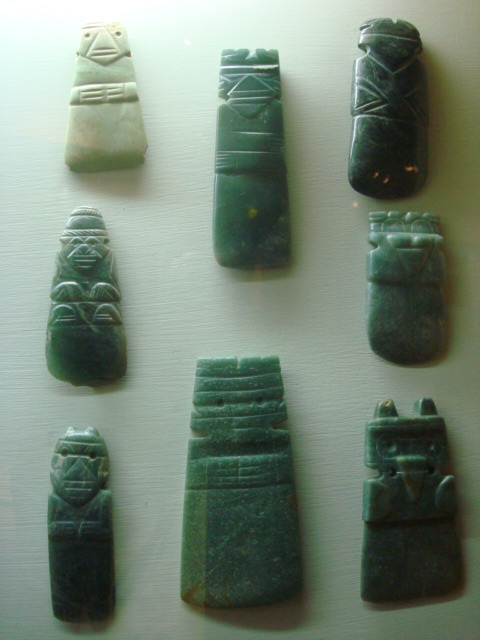
Dioses hacha de jade de Nicoya, Costa Rica. Museo del Jade del Instituto Nacional de Seguros de San José.

Los artistas nicoyanos elaboraron objetos de jade a partir de jadeíta importada y también de algunas piedras locales como jaspe, nefrita, lutita y calcedonia. También modificaron jades mayas, dándoles características autóctonas. Hay tres periodos en el trabajo del jade: un periodo inicial que va del 500 a. C. al 300 a. C., luego un periodo en que se da el auge de este material entre el 300 y el 700 d. C., coincidiendo en parte con la transición de la cultura olmeca a la cultura maya al finalizar el Preclásico (400 a. C. a 300 d. C.), y finalmente un periodo terminal entre el 700 y el 1000 d. C. A partir de 800 d. C. entra en decadencia la lapidaria de jade y se incrementa la metalurgia del oro. Otras fuentes consideran que el inicio de su manufactura coincide con el arribo de los chorotegas.
En lo que se refiere a la técnica, los objetos de jade se elaboraban a partir de un bloque de jadeíta o de otros materiales como serpentina, nefrita o cuarzos. Los bloques seleccionados se cortaban mediante la técnica de aserramiento por cordel, utilizando fibras vegetales o cueros impregnados con arenas abrasivas de cuarzo o volcánicas que por fricción producían un corte en la roca. La forma inicial que se obtenía era la de un hacha, tabletas o cuentas. Una vez obtenida la forma se tallaban en la parte superior diferentes figuras simbólicas, realistas y no realistas, las cuales lograban mediante el uso de un taladro manual de punta sólida, para realizar las perforaciones a la pieza. Mediante esta técnica se lograban manufacturar colgantes, collares, dijes y figuras diversas.
La mayoría de los colgantes de jade representan figuras humanas masculinas y femeninas, con sus manos sobre su parte abdominal. Las piezas son hieráticas y miran de frente, y en su parte inferior se resuelven en una forma de hacha. Otras representan figuras con forma de ave que miran de frente o de perfil. También se pueden encontrar colgantes alados que representan murciélagos con las alas extendidas, y a cada lado, cabezas de lagartos, tiburones y serpientes, animales relacionados con el agua y la fertilidad. Estos colgantes se utilizaron como ornamentos corporales: poseen agujeros bicónicos, de forma horizontal para ser colgados como pectorales, o vertical para formar parte de collares de cuentas.
El jade en Nicoya fue utilizado principalmente como símbolo de poder por las clases sociales dominantes, y también como ofrenda funeraria desde periodos muy tempranos. A partir del 500 d. C., los dioses-hacha de jade se asocian a los metates y las cabezas de maza de andesita formando una tríada ceremonial de orientación agrícola. En el caso de los chamanes, el jade pudo haber servido de objeto parafernario, utilizado en ritos ceremoniales. En los objetos con figura de chamán, se destacan los sombreros o tocados como símbolo de poder, decorados con una banda incisa trenzada, con representaciones de lagarto o ave que miran en sentido opuesto y están separados por una hendidura en forma de «V», birretes de cuadros, fajas acanaladas, cordones, tejidos, cubre orejas y crestas. Esta hendidura en V es el componente más significativo de los jades nicoyanos, y se le considera una representación del bifidismo, la acción chamánica por excelencia (transformación, magia, fertilidad).
Hacia la época del contacto con los españoles, sin embargo, el uso del jade como símbolo de rango venía siendo substituido por el oro, lo que refleja un mayor contacto con grupos de tradición suramericana.
Algo que llama la atención es el hecho de que en territorio costarricense se han encontrado gran cantidad de jades olmecas y mayas, sobre todo objetos que datan de entre 500 a. C. a 500 d. C., lo que manifiesta que existió interés en intercambiar objetos suntuarios con objetos locales. Se afirma que los olmecas se desplazaron desde La Venta (Tabasco, México), hacia el sur, pasando por el valle del río Motagua en Guatemala, hasta la península de Nicoya en Costa Rica, en busca de jadeíta. Es probable que dichos artefactos no sean producto del contacto directo de los olmecas con los nicoyas, sino de estos últimos con otras culturas intermediarias de la región. En la región de Bagaces, por su parte, se han recuperado gran cantidad de celtas de jade mayas, que eran utilizadas por esta cultura para formar cinturones, los cuales los reyes mayas, considerados la encarnación del dios del maíz, utilizaban como instrumentos para representar su lugar en el orden cósmico y justificar su autoridad.

#### Escultura en piedra
El material más utilizado por las culturas precolombinas costarricenses en el campo de la escultura lítica fue la andesita, pero también se usó basalto, diorita y otras. En el caso de Nicoya, como sociedad agrícola mesoamericana asociada al cultivo del maíz, desde periodos muy tempranos aparecen las piedras de moler, llamadas metates, del náhuatl metatl, los cuales tienen forma rectangular, con plato cóncavo, trípodes y sin reborde. Se caracterizan por presentar en su reverso una elaborada decoración en relieve, además de soportes cilíndricos. En ellos se pueden observar figuras zoomorfas o avimorfas, generalmente el jaguar o la guacamaya, lo cual constituye una excepción en Mesoamérica.
En lo que respecta a su significado, se considera a este metate altamente decorado símbolo separado de cualquier función doméstica, pues aunque se utilizó para la molienda del maíz para su consumo ritual, no fue un objeto de uso cotidiano.
Luego del año 800, los nicoyas comienzan a asociar el metate ceremonial con las ofrendas de jade en los rituales funerarios, dedicados a la simiente y la fertilidad, ya que el jade era símbolo del agua y la vegetación.
La manufactura de los metates y en general, de todos los objetos de piedra, consistía en dos pasos principales: el lasqueado y el pulimento. El primero consistía en desbastar el bloque de piedra para darle la forma y tamaño deseado, usando como herramienta otro pedazo de piedra del mismo material u otro más sólido a modo de martillo. Para el pulimento se utilizaban abrasivos hechos del mismo material con el que se trabajaba, instrumentos de madera, cuero y agua.
Además del metate, los nicoyas elaboraron otros objetos de piedra que están relacionados con aspectos de rango o poder dentro de su sociedad. Destacan los asientos de piedra, cilindros de forma bicónica, caracterizados por crestas que recuerdan las fauces de un cocodrilo o lagarto, semejantes a las figuras talladas en los incensarios de cerámica. También manufacturaron mazas de piedra talladas, las cuales presentaban una perforación vertical que les permitía funcionar como remates de bastones de madera. Estos pudieron haber simbolizado un arma, aunque no se usaron como tales. Estos objetos de piedra eran utilizados por los monarcas o chamanes en rituales o para resaltar su autoridad. En ellos se pueden observar cabezas y cráneos humanos, figuras de aves, mamíferos como murciélagos, coyotes o felinos, y formas globulares con o sin protuberancias. Se considera que estas representaciones constituyen símbolos de clanes, y que su fabricación, que precede la introducción de la metalurgia en Costa Rica, está relacionada con influencias pertenecientes al Área Cultural Andina.
Es importante señalar que el golfo de Papagayo es el único sitio en Guanacaste donde se han encontrado esferas de piedra características de la cultura del Diquís, ubicadas en un centro residencial chorotega, de idéntica elaboración a las encontradas en el valle del río Térraba, en el sureste de Costa Rica. Es poco probable que estas esferas fueran elaboradas por los nicoyas, si no que llegaron allí por intercambio comercial. Igualmente, en la zona sur de Costa Rica se han encontrado cerámicas nicoyas.

#### Oro
La metalurgia penetró en el territorio de Costa Rica procedente de Colombia a partir del año 400 d. C., donde tuvo una importante significado entre las culturas de tradición suramericana y lenguas chibchas. Las regiones del Pacífico Sur y la Vertiente Atlántica son las principales regiones geográficas que reportan riqueza aurífera en Costa Rica. En cambio, no existe evidencia de que la sociedad de los nicoyas fundiera el oro para transformarlo, aunque las crónicas españolas señalan su abundancia a la llegada de los europeos. Anglería menciona que en la Gran Nicoya existían talleres de orífices en medio de las plazas ceremoniales de los pueblos, sin embargo, desde el punto de vista arqueológico, un fragmento de un molde de cera encontrado en Bahía Culebra es la única prueba de que se realizara fundición del oro en Guanacaste. Debido a la similitud de los estilos con los de la cultura del Díquis y al escaso número de piezas de oro encontradas en Guanacaste, se cree que la orfebrería como arte fue importada tardíamente en esta región, y que la mayoría de los objetos recuperados son productos de intercambio comercial.
Los pueblos nicoyanos, igual que el resto de las culturas mesoamericanas, dieron al oro una función política y comercial más que religiosa o social, al utilizarlo para establecer relaciones de intercambio de bienes con las sociedades vecinas de cultura chibchoide, como los huetares, quepoas y cotos. A pesar de ello, el uso del oro venía traslapándose con el uso del jade como símbolo de rango y poder desde la época del arribo chorotega. En las sociedades indígenas, la importancia del oro no radicó en el propio material, sino en su significado. En la cerámica nicoyana son frecuentes los motivos de águilas y ranas de oro decoradas con pintura anaranjada, símbolos correspondientes a las culturas indígenas que habitaron la Vertiente del Caribe.  En Guanacaste se han encontrado piezas de cerámica que fueron utilizadas como ofrendas funerarias y están decoradas con rostros pintados de color naranja. Estos rostros presentan decoraciones como colas triangulares de aves y patas rectangulares de ranas, rasgos que han sido considerados estilizaciones tomadas de los objetos de oro. Este tipo de figuras son ejemplo de la fusión de tradiciones de rasgos culturales entre Mesoamérica y el área histórica chibchoide. Durante la época previa al contacto, Nicoya fue un centro importante de paso del oro desde las tierras del golfo de Urabá en Colombia hasta la costa oeste del lago de Nicaragua, y desde el pacífico panameño hasta el pacífico nicaragüense.

#### Textiles
Los nicoyanos realizaban tejidos especialmente de algodón, el cual teñían con tintes vegetales y con púrpura extraída del caracol. Este tipo de trabajo se dio más intensamente a partir de la llegada de los chorotegas, entre 800 a 1200 de nuestra era, aunque ya estaba presente desde periodos anteriores. Se han identificado husos de cerámica para hilar desde el 500 a. C. Es común el hallazgo de grandes acumulaciones de conchas, llamadas concheros, en sitios de la costa, en combinación con huesos de animales usados como herramientas, y de cerámica. También se han encontrado discos de cerámica que se utilizaron junto con husos de madera para enhebrar hilos de fibra de algodón. La textilería fue una labor a la que se dedicaron especialmente las mujeres, aunque el hilo para los tejidos era preparado por los hombres. En Nicoya, al cabo de la cosecha de algodón, se celebraba una ceremonia especial.

#### Instrumentos musicales

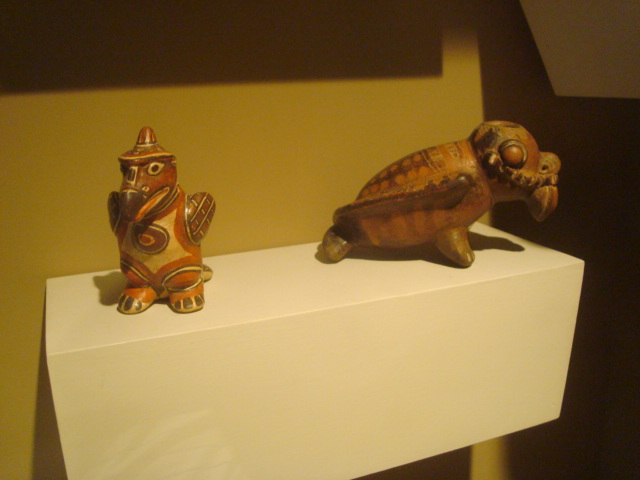
A la izquierda, sonajero avimorfo de cerámica policroma nicoyana. A la derecha, ocarina avimorfa de cerámica bicroma.

La presencia de instrumentos musicales en las culturas precolombinas americanas es una manifestación artística temprana. Junto con la danza, la música formó parte integral de la vida cotidiana de los pueblos aborígenes, en especial para la práctica de sus rituales, donde diversos instrumentos musicales eran utilizados por los sacerdotes y chamanes para comunicarse con los espíritus.
Entre estos instrumentos musicales se encontraban tambores, ocarinas, sonajeros,  pitos y cascabeles, que generalmente tomaron motivos zoomorfos y antropomorfos para su elaboración y decoración. En su mayoría, los instrumentos musicales fabricados por los nicoyas eran de cerámica, por lo que no es extraño ver en ellos una decoración similar a la de las vasijas polícromas.
Una característica distintiva de las culturas aborígenes costarricenses es la existencia de vasijas trípodes cuyos soportes huecos tienen en su interior esferas de arcilla, las cuales producen un sonido especial cuando el objeto es movido, convirtiéndolo en un sonajero.